# 베르사이유의 장미 (다카라즈카 가극)
『베르사이유의 장미』는 다카라즈카 가극단의 뮤지컬작품. 원작은 이케다 리요코의 동명의 만화 『베르사이유의 장미』이다.
1974년의 초연 이래로 재연을 반복하여 2006년 1월 9일에는 통산 상연수 1500회를 돌파, 2014년 6월 27일에는 통산 관객 동원 수 500만명을 기록했다. 다카라즈카 가극단 사상 최대의 히트작이다.

## 개요
초연 당시 연출을 담당한 사람 배우인 하세가와 카즈오. 다카라즈카 가극단의 전속 각본가 우에다 신지가 윤색, 각본화 하여 하세가와와 함께 연출을 담당했다.
초연 이전까지는 상연 반대의 의견도 많았지만(상세한 사항은 별도 항목 「베르바라 붐」을 참조),초연은 대성공을 거두어 전례가 없는 사회현상이 되었다.
이 작품은, 초연 당시 텔레비전에 밀려 정체기였던 다카라즈카 가극단의 인기를 부활시키는 작품이 된것 뿐만 아니라, 비 다카라즈카 팬인 일반인에게도 「다카라즈카 가극단」의 대명사적인 작품이 되었다.상연하면 꽤 많은 관객을 동원할 수 있는 연목이기 때문에 가극단에서는 「진검승부」를 해야 할 때에 상연하는 경우가 많다.
하세가와의 사후에는 그가 남긴「형태」를 살리며 우에다가 각본, 연출을 맡고 있다. 최근들어서는 타니 마사즈미가 연출에 참가하고 있다.
2005년 12월 6일, NHK 종합 텔레비전의 『프로젝트 X〜도전자들〜』에서 초연이 이루어지기까지의 경위와 무대 뒤를 재현한 드라마가 특집으로 만들어졌다(이 방송 내용은 다카라즈카 가극단 관련 회사인 TCA가 발매한「베르사이유의 장미 GRAND HISTOY」의 특전디스크로 수록되어 있다. 하지만 저작권상의 이유로 나카지마 미유키의 곡 및 하세가와 카즈오 출연 영화와 가부키 영상 사용 장면은 생략하고 있다).
2008년부터 『외전 베르사이유의 장미』로써 원작자 이케다 리요코가 새로 쓴 스토리로 상연되고 있다.

## 줄거리
상연 공연별로 달라지기 때문에 기본적인 것을 기술한다.

### 오스칼 편
귀족 출신인 오스칼은, 대를 이을 아들이 태어나지 않는 아버지에 의해 여자이면서도 남자로써 키워져 남장의 여인이다.
어린 시절 양친을 잃은 앙드레는 오스칼의 유모인 할머니 마롱 글라세에게 거두어진다. 쟈르제 가에 받아들여져 오스칼의 시중을 들게 되어 그 이후 한시도 떨어지지 않고 그림자로써 지키고 있다. 언젠가부터 오스칼을 친구가 아닌 여자로 보게 되었지만 앙드레는 평민의 신분이었다.
앙드레는 오스칼을 감싸고 눈을 다친 이후 점점 앞이 보이지 않게 된다. 오스칼은 왕궁을 수호하는 근위대에서 국민을 지키는 군대인 위병대로의 전속을 스스로 지원하여 위병대의 대장이 된다. 처음에는 대원
모두가 「귀족 여자는 따를 수 없다」라며 반발했지만, 오스칼의 박애정신과 순결한 마음에 어느새 굳게 결속되어 간다.
앙드레는 오스칼의 옛 부하인 귀족 장교 제로델과의 혼담에 쇼크를 받고 오스칼을 죽여서라도 영원히 자신의 것으로 만들려고 하지만 그 직전에 멈추고 자신의 마음을 전한다. 처음에는 당황하는 오스칼이지만
얼마 지나지 않아 앙드레를 향한 자신의 마음을 깨닫게 된다.
그러던 중 프랑스 국내의 정세는 급속히 나빠져 갔다. 빈부의 차가 커지고, 평민의 불만은 정점에 달해 언제 귀족과 평민이 피를 흘리며 싸우게 되어도 이상하지 않은 상황이 되어가고 있었다. 드디어 오스칼은
위병대의 지휘관으로써 파리 출동의 선두에 서게 되었다.
지금 파리에 가면 살아서 돌아올 수 없을지도 모른다. 파리 출동 전날 밤에 오스칼은 앙드레에게 자신의 마음을 토로하고, 두사람은 이어지게 된다.
하지만 앙드레는 앞이 보이지 않아 세느강가의 다리 위에서 오스칼의 안부를 걱정하며 총탄을 맞고 쓰러진다. 다음날인 7월 14일, 슬픔을 뒤로하고 굳세게 위병대를 이끌고 바스티유로 향하는 오스칼. 훗날에 「프랑스 혁명」이라고 불리는 평민이 절대왕권의 상징이었던 바스티유 감옥을 함락한 날. 오스칼은 약한자들의 힘이 되고자 평민의 방패가 되어 귀족 부대와 싸웠다.
격전 중 총탄을 맞고 쓰러진 오스칼은 「바스티유에 백기(白旗)가!」라고 외치는 부하 알랭의 말을 자매와도 같은 로잘리의 품에서 듣는다. 프랑스 혁명이 이루어진 그 순간에 생애의 막을 내린 것이다.
절명의 순간 오스칼을 「오스칼, 오스칼…」이라고 친숙한 목소리가 부른다. 그 목소리에 오스칼이 일어서자 앙드레가 나타난다. 앞서 전사한 앙드레가 천국에서 오스칼을 데리러 온 것이었다. 앙드레에게 안기는 오스칼. 살아서는 이루어지지 못한 「신분이 다른 사랑」 을 성취하여 두 사람은 천국으로 떠난다.
라스트신의 원작과의 차이
원작 만화에서는 오스칼이 바스티유 공격중에 적의 총탄을 맞고 쓰러진 직후, 응급처치를 하던 로잘리가 「아… 앙드레, 앙드레 들어줘 부탁이야!! 오스칼님을… 오스칼님을 데려가지 말아줘 데려가지 말아줘 부탁이야!!」 라고 말하는 대사나 오스칼의 사후, 두 사람의 죽음을 애도하며 침대에서 쉬던 마롱 글라세(앙드레의 할머니, 오스칼의 유모)의 머리위에 오스칼과 앙드레(의 영혼같은 것) 두 사람이 함께 있는 모습이 나온다.
하지만 먼저 전사한 앙드레의 영혼이 바스티유 공격에서 전사한 오스칼의 영혼을 천국에서 맞이하러 온 명확한 신을 연기하는 것은 다카라즈카 가극단의 무대작품 오리지널이다.
차이가 있는 이유는, 원작은 오스칼의 죽음 이 후에도 이야기가 이어지지만, 「다카라즈카 가극 베르사이유의 장미　-오스칼 편-　-오스칼과 앙드레 편-　-앙드레와 오스칼 편-」에서는 오스칼의 전사로 이야기를 끝내야만 한다. 또 「주역의 남녀 두 사람(오스칼과 앙드레)은 라스트신에 반드시 등장해야 한다」는 다카라즈카 가극 특유의 관례가 있기 때문이다.

### 페르젠과 마리 앙투아네트 편
오스트리아의 공주 마리 앙투아네트는 정략 결혼으로 14세에 프랑스의 왕세자, 훗날의 루이 16세에게 시집간다. 그녀는 그저 세상물정을 모르는, 단순히 예쁜 드레스를 좋아하는 어린 소녀였다.
앙투아네트는 18세에 파리 오페라 극장의 가면 무도회에서 생애의 연인인 스웨덴의 귀족인 페르젠과 조우한다. 그 때 앙투아네트의 근위사관이 금발의 남장의 여인 오스칼. 서로 다른 나라에서 태어난 3명은 그날 밤 운명의 만남을 가진다.
페르젠과의 이루어질 수 없는 사랑에 괴로워하는 앙투아네트는 국모로서의 의무를 잊지 말라고 간하는 오스칼을 향해, 군복을 입으면서 여자의 마음을 잊어버렸다며 그녀를 힐난했다. 그러나 오스칼 역시 페르젠과 맺어질 수 없는 관계에 고심하고 있었다. 절친한 친구로 지내던 오스칼과 페르젠이었지만 오스칼의 가슴 속에는 여자로서의 마음이 싹트고 있었던 것이다.
페르젠은 앙투아네트를 깊이 사랑했다. 하지만 두 사람의 사랑이 추문으로 변해 앙투아네트를 파멸시킬 것이라고 느낀 페르젠은 남자답게 물러설 결심을 하고 사랑을 간직한 채 스웨덴으로 돌아갔다.
이후 프랑스 내의 불온한 분위기가 높아졌고 가난한 민중들의 불만은 폭발 직전에 이르렀다. 근위대에서 위병대로 전속한 오스칼은 민중들의 폭동에 대비해 1789년 7월 12일 파리 출동 명령을 받는다.
오스칼의 유모의 손자이자 평민인 앙드레는 호위로서 항상 오스칼의 곁에 있었다. 그는 신분 차이에도 불구하고 은근히 오랫동안 오스칼을 사랑하고 있었고, 오스칼도 항상 자신을 지탱해 주는 앙드레의 큰 사랑을 깨닫고 그를 사랑하게 된다. 파리에 진주하게 되면 신분을 버리고 목숨을 걸고 싸워야 한다고 각오한 오스칼은 앙드레와의 결혼을 결심하고 마침내 둘은 맺어진다. 오스칼은 귀족의 신분을 버리고 민중과 함께 싸울 것을 선언하고 귀족 측 군대와의 전투에 돌입했다. 앙드레는 오스칼을 걱정하며 전사했고, 다음날인 7월 14일에 민중들은 바스티유 감옥을 습격했다. 사랑하는 사람의 죽음을 견디며 꿋꿋하게 군대를 지휘하는 오스칼. 그러나 그녀도 총에 맞아 쓰러지고, 바스티유에 백기가 올라갔다는 부하 위병대원 알랭의 말을 들으며 숨을 거둔다.
혁명의 기세에 사기가 오른 군중은 베르사유로 몰려들고 앙투아네트는 베르사유를 떠나 파리로 가게 된다. 그녀의 궁지를 알게 된 페르젠은 그녀를 구하기 위해 목숨을 걸고 급히 스웨덴에서 프랑스로 왔다.
루이 16세가 처형된 이후, 콩시에르쥬리 감옥에 갇혀 있던 앙투아네트를 탈옥시키기 위해 페르젠은 그녀를 찾아간다. 따로 붙잡혀 있는 아이들을 두고 갈 수 없다며 탈옥을 거절하는 앙투아네트를 향해 페르젠은 눈물을 흘리며 설득하지만 앙투아네트는 완강히 거절한다. 앙투아네트는 페르젠의 절규가 메아리치는 가운데 프랑스의 왕비답게 자부심 높고 의연하게 단두대로 향한다.
라스트신의 원작과의 차이
원작 만화에서는, 콩시에르쥬리 감옥으로 옮겨진 마리 앙투아네트를 쟈르제 장군이 면회하러 방문해 탈영 계획을 밝히지만, 「아이들을 두고 도망칠 수는 없다」 라고 거부하는 대목은 있다.
그러나 자르제 장군이 아닌 페르젠이 등장하게 된 것은 다카라즈카 가극단 한정 대목으로, "남녀 주역(페르젠과 앙투아네트)은 라스트 신에 반드시 출전해야 한다"는 다카라즈카 가극단 특유의 관습 때문이었다.

## 악곡
- 愛あればこそ(사랑이 있기에)／작사：우에다 신지, 작곡：데라다 류지
- 愛の面影(사랑의 그림자)／작사：우에다 신지, 작곡：데라다 류지
- 愛の巡礼(사랑의 순례)／작사：우에다 신지, 작곡：데라다 류지
- 愛の怯え(사랑의 두려움)／작사：우에다 신지, 작곡 ：平尾昌晃
- 結ばれぬ愛(이루어지지 못할 사랑)／작사：카타기리 카즈코, 작곡：히라오 마사아키
- 駆けろペガサスの如く(달려라 페가수스처럼)／작사：우에다 신지, 작곡：데라다 류지
- ごらんなさい ごらんなさい(여기 보세요, 여기 보세요)／작사：우에다 신지, 작곡：데라다 류지
- 白ばらのひと(흰 장미의 사람)／작사：우에다 신지, 보조 작사：카타오카 카즈코, 작곡：히라오 마사아키
- 我が名はオスカル(내 이름은 오스칼)／작사：우에다 신지, 작곡：데라다 류지
- ばらベルサイユ(장미 베르사이유)／작사：우에다 신지, 작곡：데라다 류지
- 青きドナウの岸辺岸辺(푸른 도나우의 강변)／작사：우에다 신지, 작곡：데라다 류지
- アン・ドゥ・トロア(앙 드 투르와)／작사：우에다 신지, 작곡 ：요시다 유코
- 心の白薔薇(마음 속의 흰 장미)／작사：우에다 신지, ：데라다 류지
- 心のひとオスカル(사랑하는 오스칼)／작사：우에다 신지, 작곡：데라다 류지
- ばらのスーベニール(장미의 추억)／작사：우에다 신지, 작곡：데라다 류지
- 乙女の祈り(소녀의 기도)／작사：우에다 신지, 작곡 ：요시다 유코

## 베르사이유의 장미 붐
1970년 전후 다카라즈카 가극단은 스타를 배출하여 브로드웨이 뮤지컬의 번역상연을 하는 등 새로운 시도를 계속하였지만 텔레비전의 보급이나 오락의 다양화 등의 영향을 받아 적자가 나고 있었다. 평일은 객석이 빈 곳이 많아져 가극단 존속을 걱정하는 목소리가 내부에서도 들리기 시작했다. 위기감을 느낀 스태프들은 (가극단 전속 연출가도 포함)「무대에 주로 책임을 지는 전속 연출가를 시작으로 하여 거의 가극단 내부의 인원만으로 무대를 만들어가는 옛 제작체제로는 현재 관객의 기호에 대응하기 곤란하다는 인식이 있어 새로운 방향성을 찾아 외부 연출가가 초빙되어, 그 일환으로 전쟁 이전부터 다카라즈카의 팬이기도 했던 하세가와 카즈오도 초대되어 1971년 다카라즈카 가극단에서 『나의 사랑은 산의 저편에』의 연출을 맡았다(각본 ・ 공동연출：우에다 신지).
10세기 한반도를 무대로 한 『나의 사랑은 산의 저편에』는 하세가와 카즈오가 연출을 담당한걸로 화제가 되어 관객동원에 어느정도 성과를 더해 가극단은 하세가와에게 그 외의 연출을 의뢰하였고 하세가와가 가극단에서 두번째로는 서양물(외국을 배경으로 한 작품)을 하고싶다고 희망하여 또다시 각본, 공동연출자로 우에다를 지명했다.
하세가와의 요망을 받아, 소재 선정 작업에 들어간 우에다는 교류가 있던 팬으로부터 약 반년 전에 "『베르사이유의 장미』는 다카라즈카 가극단에 딱 맞는 작품"이라고 들어, 소재로서 검토 (먼저 우에다 자신이, 팬으로부터 처음 들었을 때는, 다카라즈카 가극단에서 만화를 무대화한 예도 거의 없었기 때문에 진지하게 생각하지 않았다고 한다).
원작을 읽은 우에다는 "이 작품은 무대화하면 된다, 꼭 다루고 싶다"라고 반응을 내, 기획안을 하세가와에게 상담하고, 처음 하세가와는 "그려져 있는 것은 왕비의 외도 이야기. 맑고 바르고 아름답게(清く正しく美しく) (가 방침)의 다카라즈카에서는 하면 안된다"고 지적하고, 주로 이야기의 내용면에서 내키지 않았다고 한다. 우에다는 "다카라즈카 가극다운 작품으로 만들겠습니다"라고 각본에서의 궁리 등을 재차 언급해 설득하고, 어떻게든 하세가와의 찬성을 얻어 상연 계획이 움직이기 시작했다고 한다.
기획을 들은 다카라즈카 가극 내부에서는 수뇌진으로부터 "만화가 원작이 되어선 안된다"라고 반대의 소리고 있었지만, 하세가와의 찬성을 얻은 것도 있어, 어떻게든 상연이 결정, 원작자 이케다는 다카라즈카 가극을 좋아하고, 무대화를 흔쾌히 승낙 (우에다의 회상에 의하면 "싼 원작료의 지불만으로 상연 허가를 주었다"고 했다）. 바쁜 하세가와가 연습과 연출을 위해 시간을 내어, 가능한 시간을 고려한 후, 츠키구미 공연으로 공연 시기도 정식으로 결정되었다.
그러나, 다카라즈카 가극단으로부터 상연・배역이 발표되자, 원작 팬으로부터 "원작에서의 8등신의 오스칼을 일본인이 연기 하는 것은 무리, 이미지가 깨지니까 상연은 중지했으면 좋겠다" 등의 비판적인 투서가 다수 도착해, 우에다에게도 종종 면도칼을 넣은 협박 투서가 보내지는 사태가 발생하였다.
위와 같은 역풍을 맞고 있던 도중, 연습이 시작되어 연기를 연마하는 것은 물론, 단원들은 가발이나 의상이 잘 익숙해지도록 세심하게 조정, 원작의 도안을 화장대에 놓고 참조하며 화장하는 등 "원작의 이미지가 깨진다"라고 호소하는 팬들에게도 무대를 보고 납득할 수 있을 만큼 여러 가지 노력을 기울였다.
연출의 하세가와도 "만화의 무대화인데 원작과 똑같이 눈을 반짝이는 것은 무리지만, 조명을 활용해 배우의 눈에 별을 띄울 수 없을까"라고 착안, 조명이 닿는 방법을 연구한 끝에, 2층 좌석에 시선을 보내면 조명이 눈에 잘 들어오는 것을 깨닥고 가장 조명을 살릴 수 있는 위치까지의 좌석번호를 파악했다. 그리고 단원들에게 그 좌석 번호까지 지시해 시선을 돌리는 방법을 철저히 지도 하고 (그때, 2층 좌석 난간에서 1층 좌석으로 떨어뜨리도록 시선을 돌리는 방법을 지도했다), 조명이나 의상을 살려 최대한 아름답게 연기하는 미남 배우다운 솜씨로, 극화에서 튀어나온 듯한 무대를 추구해 갔다.
또, 젊은 날에 가부키계에서 온나가타 수업을 쌓은 뒤, 영화계로 변신해 미남 대스타가 된 하세가와는 그 경력을 살려, 등장인물 남녀를 연기해 관객이 보기에 아름다운 러브신을 단원들에게보여주며 배우가 고생해야 관색에게는 아름다워 보인다는 그만의 미학으로 몸의 비틀림을 많이 이용한 연기를 지도했다. 그의 지도에 의해 만들어진 수많은 연기・몸짓은, 하세가와의 유산이라고 할 수 있는"틀"로서 최근의 상연에까지 이어지고 있다.
다카라즈카 대극장에서 맞이한 첫날은 개막 전, 출연자 전원이 한마디도 하지 않은 이상한 집중력이 넘쳤다. 그리고 종연 후, "3층 좌석에서까지 환성이 쏟아졌습니다"라고 기뻐하는 하루나 유리 등의 목소리를 듣고, 우에다는 작품의 성공을 확신했다고 한다. 첫날 관객 수는 약 90%의 동원이었지만, 다음날부터 연일 만원사례의 성황이 이어지고, 뜻밖의 반향에 가극단은 들끓어, "이듬해에 2탄을"이라고 결정한다. 이듬해의 상연은 잇폰다테(一本立て) 상연이 되어, 하나구미 공연으로 결정되었고, 톱스타의 개성 등으로부터 오스칼과 앙드레를 중심으로 해, 잇폰다테가 되어 보다 긴 공연 시간을 확보 할 수 있기도 해,「今宵一夜」의 장면 등을 우에다가 추가 하였고, 대박 작품의 제2탄으로서 우에다가 오스칼 역으로 안나 준을 밀었던 것이 논란이 되기도 했지만 (해당 공연 항목 참조), 결과적으로는 초연판 이상의 대히트를 기록했다. 결국 77년까지 유키구미, 호시구미, 츠키구미의 각 본공연이 이어지는 대붐을 일으켰다.
베르바라붐이 가극단의 화제에만 그치지 않고, 사회현상으로까지 불어난 것도 있어, "붐은 일시적인 것"이라는 평도 들려, 우에다는 "다음에 만드는 작품이 베르바라 이상의 작품이 아니면, 베르바라 붐은 우연한 것이었다고 할것이다"라고 통감, 차기작에는 베르바라에게 이야기, 스케일, 지명도 등에서 필적하는 작품을 이라고 고려를 거듭한 결과, 77년, 우에다 각본 및 연출로 다카라즈카 판 「바람과 함께 사라지다」를 상연, 베르바라에 버금가는 히트를 기록했다. 이후, 「바람과 함께 사라지다」는 78년까지 총 4개조가 상연, 베르바라도 80년까지 매년 지방공연에서 상연돼, 붐을 이어가는데 기여했고, 두 작품은 이후 틈틈히 재연되, 21세기 현재까지 가극단의 재산이 되었다.

## 상연 기록

### 1974 - 1976년(쇼와[11]베르바라)
츠키구미 초연을 시작으로 4개의 조에서 상연하였다
1974년 ・ 츠키구미
8월 29일 - 9월 26일(신인공연：9월 12일)：다카라즈카 대극장、11월 2일 – 11월 27일(신인공연：11월 18일)：도쿄 다카라즈카 극장
병연은 다카라즈카에서는 무용시 『추선사(秋扇抄) 』, 도쿄에서는 쇼 『The star』. 지금 비교하자면 가장 원작에 충실한 각본이라고 할 수 있다.
다카라즈카 공연 데이터
- 형식명：다카라즈카 그랜드 로망
- 3부 30장

1975년 하나구미
7월 3일 - 8월 12일(신인공연：7월 16일)：다카라즈카 대극장, 11월 1일 – 11월 27일(신인공연：11월 16일）：도쿄 다카라즈카 극장
서브타이틀은 「〜앙드레와 오스칼〜」. 이 작품부터는 모두 한가지 공연으로 계속되고 있다. 원작에서 인기있었던 앙드레와 오스칼 커플에 중점을 둔 각본이다.
당시 더블톱 체제였던 하나구미에서는 주인공인 오스칼 역을 두고 초연을 하여 인기를 끈 하루나 유리와, 초연 이전 팬들 사이에서 오스칼 역에 가장 잘 어울린다는 말이 있었던 안나 준 각각을 밀어주는 의견이 있었고, 가극단 상층부에서도 의견이 나뉘었다. 최종적으로는 우에다 신지가 오스칼 역으로 안나를 강력히 밀어부쳤다. 그 대신 서브타이틀에는 하루나가 맡은 역할의 이름이 앞쪽에 오도록 해서 두 톱스타를 배려한 에피소드가 있다.
다카라즈카 공연 데이터
- 형식명：쇼와 49년 예술제 수상 기념 다카라즈카 그랜드 로망
- 3부 34장

1975년 유키구미
8월 13일 - 9월 30일(신인공연：9월 20일）：다카라즈카 대극장 1976년 3월 28일 - 4月25日(신인공연：4월 11일）：도쿄 다카라즈카 극장
하나구미가 대호평을 받은 후 급히 공연이 결정되었다. 하나구미 버전의 세부를 개정한 각본으로 재연되었으며 당시 연6(입단 6년차)의 아사미 레이가 앙드레 역에 발탁되었다.
다카라즈카 공연 데이터
- 형식명：쇼와 49년도 예술제 수상기념 다카라즈카 로망
- 3부 35장

1976년 호시구미 『베르사이유의 장미III』
3월 25일 - 5월 12일(신인공연：4월 13일）：다카라즈카 대극장, 7월 2일 - 8월 1일：도쿄 다카라즈카 극장
초연인 츠키구미의 각본을 베이스로 하여 하나구미와 유키구미의 명장면을 넣은 개정판.
당초 다카라즈카에서는 5월11일까지 공연 할 예정이었지만 호평에 의해 12일까지 상연되었다.
하츠카제 준이 츠키구미에서 특별출연했다. 또 첫날에누 역대의 4명의 오스칼이 모두 모여 화려함을 더했다. 도쿄 공연중 7월 21일, 22일에 역할바꿈 공연이 있어 마리 앙투아네트를 시키노 하나에가, 페르젠을 미네 사오리가 연기했다.
62기생(휴우가 카오루, 나츠미 요, 아스카 유 등)의 초무대 공연.
다카라즈카 가극에서는 이 작품에서 유일하게 바렌 사건이 연기된다(「제 2부 7장 바렌의 숲」).
이 신에서는 국왕 일가가 타는 마차를 끄는 말로 진짜 말이 사용되었다.
다카라즈카 공연 데이터
- 형식명：다카라즈카 그랜드 로망
- 2부 30장

1976년 ・ 츠키구미 『베르사이유의 장미III』
8월 5일 – 8월 30일：도쿄 다카라즈카 극장
호시구미 공연의 대호평에 의해 급히 결정되어 도쿄 다카라즈카 극장에서만 상연되었다. 호시구미 의 각본을 한번더 각색. 쇼와 베르바라의 집대성으로 상연에 약 2시간 30분을 소요하는 쇼와시대 버전의 최대규모 작품이 되었다(물론 당시로서는 대작인 규모였지만 헤이세이에 접어들어서는 표준 규모가 되었다). 하츠카제 준은 이 공연의 앙투아네트 역으로 퇴단하였다.
오오토리 란이 호시구미에서 특별출연하였다. 20일에 역할바꿈으로 마리 앙투아네트를 기타하라 치고토가, 페르젠을 당시 연4(입단 4년차)였던 다이치 마오가 연기했다.
이때까지의 상연으로 합계 약 140만명의 관객을 동원하였다. 하세가와의 연출인것도 있어 팬이 급증, 전례가 없는 다카라즈카 붐을 일으켰다. 작품의 성공으로 1974년에 문화청 예술제 우수상 수상, 베르바라 시리즈로서 1976년에 키쿠타 카즈오 연극상 특별상을 수상하였다.

### 1989 - 1991년(헤이세이[21]베르바라)
다카라즈카 가극 75주년, 프랑스 혁명 200년을 기념하여 재연하였다
1989년 유키구미(앙드레와 오스칼 편)
8월 10일 - 9월 19일(신인공연：8월 25일)：다카라즈카 대극장, 11월 3일 – 11월 28일(신인공연：11월 14일)：도쿄 다카라즈카 극장
제 1부：허락받지 못할 사랑, 제 2부：신에게 불리는
형식명은 「스미토모 VISA시어터 다카라즈카 그랜드 로망」. 다카라즈카에서는 2부 34장, 도쿄에서는 2부 37장.
당시의 톱스타 모리 케아키가 앙드레를, 2번수인 이치로 마키가 오스칼을 연기했다. 처음으로 앙드레가 단독 주연이 되어 그의 비중이 늘어났다.
|             | 다카라즈카        | 도쿄                |
| ----------- | ----------------- | ------------------- |
| 아사카 준   | 8월 10일-8월 17일 | 11월 3일-11월 9일   |
| 시온 유우   | 8월 18일-9월 19일 | 11월 10일-11월 19일 |
| 아사지 사키 | 8월 29일-9월19일  | 11월 20일-11월 28일 |

1989년 호시구미([페르젠과 마리 앙투아네트 편)
9월 22일 - 11월 7일(신인공연：10월 17일)：다카라즈카 대극장, 1990년 3월 4일 - 4월 1일(신인공연：3월 13일）：도쿄 다카라즈카 극장
제 1부：새로운 운명의 소용돌이 속에서, 제 2부：애처로운 왕비의 최후
형식명은 「VISA시어터 다카라즈카 그랜드 로망 」. 다카라즈카에서는 2부 36장, 도쿄에서는 2부 40장.
이 해에 있었던 뉴욕공연에 많은 인원이 참가한 탓에 적은 인원으로 이루어졌다.
다카라즈카에서는 호시구미의 다이키 유우외에도 하나구미, 츠키구미, 유키구미에서 특별출연한 안쥬 미라, 스즈카제 마요, 이치로 마키가 오스칼을 연기했다.
도쿄 공연에서는 호시구미의 시온 유우가 오스칼을 연기했다. 또한 이 공연에서는 다이키도 오스칼을 연기하였으며 이 공연으로 다카라즈카를 퇴단하였다.
|                     | 오스칼        | 제로델 소령   |
| ------------------- | ------------- | ------------- |
| 9월 22일-10월 3일   | 스즈카제 마요 | 호쿠토 히카루 |
| 10월 5일-10월 17일  | 이치로 마키   | 호쿠토 히카루 |
| 10월 19일-10월 31일 | 다이키 유우   | 마야 미키     |
| 11월 2일-11월 7일   | 안쥬 미라     | 마야 미키     |

|                    | 마롱 글라세   | 프로방스 백작 |
| ------------------ | ------------- | ------------- |
| 9월 22일-10월 26일 | 하야마 미치코 | 이즈미 츠카사 |
| 10월 27일-11월 7일 | 마리무라 나오 | 우즈키 케이   |

1990년 하나구미(페르젠 편)
3월 29일 - 5월 8일(신인공연：4월 17일）다카라즈카 대극장, 7월 1일 – 7월 29일(신인공연：7월 10일）：도쿄 다카라즈카 극장
제 1부：장미의 눈물을, 제 2부：이별의 붉은 장미
형식명은 「VISA시어터 다카라즈카 그랜드 로망」. 다카라즈카에서는宝 2부 38장, 도쿄는 2부 39장。
당시의 주연 콤비 오우라 미즈키, 히비키 미토가 댄스실력이 뛰어난 콤비였기 때문에 댄스신이 늘어났다. 「춤추는 페르젠 편」이라고도 불린다.
제 76기생(아야키 나오, 카자하나 마이, 준나 리사、츠키카게 히토미, 호시나 유리, 쥬리 사키호, 고토부키 츠카사, 타카쇼 미즈키 등)의 초무대 공연.
입단성적 수석인 준나 리사가 가극단 사상 처음으로 「초무대생이면서 에뜨와르」를 맡는 쾌거를 달성하였다. 에뜨와르란 피날레의 퍼레이드에서 첫 부분을 담당하는 가수이다.
도쿄의 신인공연 각본은 제 1막과 2막의 1, 8, 9장을 상연하였다.
|                  | 오스칼        | 요제프 2세 |
| ---------------- | ------------- | ---------- |
| 3월 29일-4월 3일 | 스즈카제 마요 | 안쥬 미라  |
| 4월 4일-4월 8일  | 시온 유우     | 안쥬 미라  |
| 4월 9일-4월 24일 | 마야 미키     | 안쥬 미라  |
| 4월 26일-5월 8일 | 안쥬 미라     | 마야 미키  |

1991년 츠키구미(오스칼 편)
3월 28일 - 5月7日(신인공연：4월 16일）：다카라즈카 대극장, 7월 2일 – 7월 31일(신인공연：7월 9일）：도쿄 다카라즈카 극장
제 1부：사랑의 초상, 제 2부：사랑의 신화
형식명은 「VISA시어터 다카라즈카 그랜드 로망」. 다카라즈카에서는 2부 40장.
스즈카제 마요의 톱스타 취임 피로 공연이며, 제 77기생(하루노 스미레, 아사미 히카루, 하나후사 마리, 아란 케이, 나리세 코우키 등)의 초무대 공연.
우에키에 의하면 「왕비 역에 어울리는 스타가 없어서」 처음으로 페르젠과 마리 앙투아네트가 등장하지 않는 버전이 되었다.
또한 신인공연때에는 스즈카제 앙투아네트와 아마미 유키 페르젠이 한 장면씩 특별출연 하였다.
아마미는 당시 아직 연5(입단 5년차)였지만 앙드레와 제로델의 두가지 역을 연기하여, 이 공연으로 2번수 스타로 활약하게 된다. 이런 이유 때문에 조 내의 밸런스를 맞추기 위해서 상급생인 쿠제 세이카가 맡은 알랭의 비중을 전례가 없을만큼 늘어나게 되었다.
「20세기 최후의 베르바라」라는 선전문구가 사용되었다.
7월 6일에 일본 황태자 나루히토가 대관
|               | 다카라즈카       | 도쿄              |
| ------------- | ---------------- | ----------------- |
| 모리 케아키   | 3월 28일-4월 4일 | 7월 2일-7월 6일   |
| 휴우가 카오루 | 4월 5일-4월 9일  | 7월 7일-7월 12일  |
| 天海祐希      | 4월 11일-5월 2일 | 7월 13일-7월 31일 |
| 오우라 미즈키 | 5월 3일-5월 7일  | -                 |

|               | 다카라즈카                       | 도쿄              |
| ------------- | -------------------------------- | ----------------- |
| 아마미 유키   | 3월 28일-4월 9일 5월 3일-5월 7일 | 7월 2일-7월 12일  |
| 아이카와 마키 | 4월 11일-5월 2일                 | 7월 13일-7월 31일 |

### 2001년(베르사이유의 장미 2001)
소라구미와 호시구미가 동쪽과 서쪽에서 동시상연. 포스터는 요코오 타다노리가 담당.
소라구미(페르젠과 마리 앙투아네트 편)
4월 6일 - 5월 14일(신인공연：4월24일)：다카라즈카 대극장, 6월 29일 - 8월 12일(신인공연：7월 10일)：도쿄 다카라즈카 극장
형식명은 「미츠이 스미토모 VISA시어터 다카라즈카 그랜드 로망」. 2부 36장.
제 87기생(류 마사키, 사기리 세이나 등)의 초무대 공연.
어느 날 다카라즈카 대극장 2회차 공연시, 1회차 공연이 끝난 후 대계단을 연결하는 와이어에 트러블이 발생하여 2회차 공연 시간이 크게 틀어지는 일이 발생하여 제 1막의 노래 가사가 원래는 『御覧なさい　御覧なさい…』인 부분운 『ごめんなさい　ごめんなさい…』로 바꾸는 등의 팬서비스가 이루어졌다. 또한
응급 수리를 위해 업자를 불러 수리되는것을 기다리는동안 지배인 두명이 무대위로 올라가 사죄하였다고 한다.
다카라즈카 공연에 특별출연을 하였다(전과)：죠우 히로에, 호시 리미코, 미사 노에루, 에비라 카오루, 아야키 나오
|             | 다카라즈카        | 도쿄              |
| ----------- | ----------------- | ----------------- |
| 아야키 나오 | 4월 28일-5월 14일 | 6월 29일-7월 23일 |
| 미즈 나츠키 | 4월 6일-4월 27일  | 7월 24일-8월 12일 |

|             | 다카라즈카        | 도쿄              |
| ----------- | ----------------- | ----------------- |
| 아야키 나오 | 4월 6일-4월 27일  | 7월 24일-8월 12일 |
| 미즈 나츠키 | 4월 28일-5월 14일 | 6월 29일-7월 23일 |

호시구미(오스칼과 앙드레 편)
3월 30일 - 5월 6일(신인공연：4월10일)：도쿄 다카라즈카 극장, 8월 17일 - 10월 10일(신인공연：9월 4일)：다카라즈카 대극장
형식명은 「미츠이 스미토모 VISA시어터 다카라즈카 그랜드 로망」. 2부 32장.
톱스타 콤비 코우 미유키와 호시나 유리의 퇴단공연.
통산 관객동원수 356만 4천명을 기록했다.
도쿄공연에 특별출연 하였다(전과)：코우 히즈루, 나토리 레이, 쿠니 나츠키, 이츠키 치히로, 이치하라 케이, 코쥬 타츠키, 코즈키 와타루, 쥬리 사키호
|               | 도쿄              | 다카라즈카        |
| ------------- | ----------------- | ----------------- |
| 코쥬 타츠키   | 3월 30일-4월 13일 | 8월 17일-10월 1일 |
| 코즈키 와타루 | 4월 14일-4월 27일 | -                 |
| 쥬리 사키호   | 4월 28일-5월 6일  | -                 |

|                 | 도쿄               | 다카라즈카                          |
| --------------- | ------------------ | ----------------------------------- |
| 호시하라 미사오 | -                  | 8월 17일-8월 27일 9월 11일-10월 1일 |
| 미사 노에루     | -                  | 8월 28일-9월 10일                   |
| 나토리 레이     | 3월 30일 - 5월 6일 | -                                   |

### 2006년
마리 앙투아네트 탄생 250년을 기념하여 재연.
호시구미(페르젠과 마리 앙투아네트 편)
1월 1일 - 2월 6일(신인공연：1월 17일）：다카라즈카 대극장, 2월 17일 - 4월 2일(신인공연：2월 28일）：도쿄 다카라즈카 극장
형식명은 「마리 앙투아네트 탄생 250주년 기념 미츠이 스미토모 VISA시어터 다카라즈카 그랜드 로망」. 2부 35장.
| 배우 이름                 | 일정                      |
| ------------------------- | ------------------------- |
| 아사미 히카루(유키구미)   | 1月1일(일)-1월 3일(화)    |
| 타카시로 케이(유키구미)   | 1월 5일(목)-1월 10일(화)  |
| 키리야 히로무(츠키구미)   | 1월 12일(목)-1월 19일(목) |
| 미즈 나츠키(유키구미)     | 1월 20일(금)-1월 26일(목) |
| 오오조라 유우히(츠키구미) | 1월 27일(금)-2월 6일(월)  |

|                           | 앙드레      | 베르나르    |
| ------------------------- | ----------- | ----------- |
| 2월 17일(금)-3월 3일(금)  | 타츠키 요우 | 유즈키 레온 |
| 3월 4일(토)-3월 14일(화)  | 유즈키 레온 | 타츠키 요우 |
| 3월 16일(목)-3월 21일(화) | 타츠키 요우 | 유즈키 레온 |
| 3월 23일(목({-4월 2일(일) | 유즈키 레온 | 타츠키 요우 |

유키구미(오스칼 편)
2월 10일 - 3월 20일(신인공연：2월 28일）：다카라즈카 대극장, 4월 7일 - 5월 21일(신인공연：4月18日）：도코 다카라즈카 극장
형식명은 「마리 앙투아네트 탄생 250주년 기념 미츠이 스미토모 VISA시어터 다카라즈카 그랜드 로망 」. 2부 33장.
유키구미 대극장 공연중인 2006년 3월 17일에 통산 관객동원수 400만명을 기록했다.
타카시로 케이, 미즈 나츠키는 앙드레 역 이외에도 타카시로는 제로델, 미즈는 알랭 역으로 출연했다.
|                         | 다카라즈카                                          | 도쿄                     |
| ----------------------- | --------------------------------------------------- | ------------------------ |
| 코즈키 와타루(호시구미) | 2월 10일(금)-2월 12일(일)                           | -                        |
| 하루노 스미레(하나구미) | 2월20일(월)-2월 23일(목)                            | -                        |
| 세나 준(츠키구미)       | 3월 6일(월)-3월 12일(일)                            | -                        |
| 타카시로 케이(유키구미) | 2월 13일(월)-2월 19일(일) 3월 17일(금)-3월 20일(월) | 4월 7일(금)-4월 24일(월) |
| 미즈 나츠키(유키구미)   | 2월 24일(금)-3월 5일(일) 3월 13일(월)-3월 16일(목)  | 5월 6일(토)-5월 21일(일) |
| 아란 케이(호시구미)     | -                                                   | 4월 5일(화)-5월 5일(금)  |

### 2013년 - 2014년
다카라즈카 가극 100주년 기념으로 재연.
2013년 츠키구미(오스칼과 앙드레 편)
1월 1일 - 2월 4일(신인공연：1월 22일)：다카라즈카 대극장, 2월 15일 - 3월 24일(신인공연：2월 28일）：도쿄 다카라즈카 극장
형식명우 「미츠이 스미토모 VISA카드 시어터 다카라즈카 그랜드 로망」. 2막 32장.
이전 공연인 『로미오와 줄리엣』에 이은 주인공 역할바꿈 공연 제 2탄. 톱스타 류 마사키와 준 톱스타 아스미 리오가 오스칼 역과 앙드레 역을 역할바꿈으로 연기하였다.
대극장 공연 당시에는 하나구미의 란쥬 토무, 유키구미의 소 카즈호가 앙드레 역으로 특별출연 하였다.
3월 21일(목) 13시 30분 공연으로 1974년 초연 이래 관객수가 450만명에 도달하였다.
2013년 츠키구미버전 연출의 주목할점은 마지막의 마차를 타고 천국으로 떠나는 장면으로, 오스칼과 앙드레를 태운 마차를 크레인을 이용하여 공중으로 들어올리는 새로운 연출이 도입되었다. (종래의 이 장면은 돌아가는 무대 위에 은마차를 놓고 무대를 회전시켜 마차가 달리는 것을 연출하였다. 은마차를 사용하지 않는 버전도 있다). 이런 화려한 연출은 제작발표회에서 우에다 신지(각본, 연출)가「이것은 큰 볼거리라고 생각합니다」라고 말한대로 되었다. 은마차 및 마차를 끄는 말에는 LED전구가 장식되었다. 빛나는 마차에  탄 두 사람이 무대에서 떠올라 1층 관객들의 머리위를 왔다갔다 크게 움직이며 어필하여 이 연출로 「지상에서는 이루어지지 못할 귀족과 평민의 사랑을 천국에서 성취」하는 것을 그려, 관객들은 박수갈채를 받았고, 크레인을 이용해서 난 것은 생각보다 높이 올라가서 2층석의 관객들에게는 손이 닿을것처럼 가까이 다가가, 이것 또한 관객들의 기대에 예상 이상으로 보답하였다.무대 퇴장시에는 마차를 들어올린채로 크레인이 후진하여 좌우로 검은 커튼이 닫겼다.
|               | 개연시간 (일본 표준시) | 오스칼      | 앙드레      | 베르나르    | 미셸          | 아르망        | 로셀로와      | 베르          | 샤론          | 제로델      |
| ------------- | ---------------------- | ----------- | ----------- | ----------- | ------------- | ------------- | ------------- | ------------- | ------------- | ----------- |
| 1월 1일(화)   | 13:00                  | 류 마사키   | 아스미 리오 | 미야 루리카 | 히비키 레오나 | 우즈키 하야테 | 아이즈키 사야 | 호즈키 안     | 호시나 유타카 | 타마키 료   |
| 1월 2일(수)   | 11:00                  | 류 마사키   | 아스미 리오 | 미야 루리카 | 히비키 레오나 | 우즈키 하야테 | 아이즈키 사야 | 호즈키 안     | 호시나 유타카 | 타마키 료   |
| 1월 2일(수)   | 15:00                  | 류 마사키   | 아스미 리오 | 미야 루리카 | 히비키 레오나 | 우즈키 하야테 | 아이즈키 사야 | 호즈키 안     | 호시나 유타카 | 타마키 료   |
| 1월3일(목)    | 11:00                  | 류 마사키   | 아스미 리오 | 미야 루리카 | 히비키 레오나 | 우즈키 하야테 | 아이즈키 사야 | 호즈키 안     | 호시나 유타카 | 타마키 료   |
| 1월3일(목)    | 15:00                  | 류 마사키   | 아스미 리오 | 미야 루리카 | 히비키 레오나 | 우즈키 하야테 | 아이즈키 사야 | 호즈키 안     | 호시나 유타카 | 타마키 료   |
| 1월 5일(토)   | 대절공연               | 류 마사키   | 아스미 리오 | 미야 루리카 | 히비키 레오나 | 우즈키 하야테 | 아이즈키 사야 | 호즈키 안     | 호시나 유타카 | 타마키 료   |
| 1월 5일(토)   | 15:00                  | 류 마사키   | 아스미 리오 | 미야 루리카 | 히비키 레오나 | 우즈키 하야테 | 아이즈키 사야 | 호즈키 안     | 호시나 유타카 | 타마키 료   |
| 1월 6일(일)   | 11:00                  | 류 마사키   | 아스미 리오 | 미야 루리카 | 히비키 레오나 | 우즈키 하야테 | 아이즈키 사야 | 호즈키 안     | 호시나 유타카 | 타마키 료   |
| 1월 6일(일)   | 15:00                  | 류 마사키   | 아스미 리오 | 미야 루리카 | 히비키 레오나 | 우즈키 하야테 | 아이즈키 사야 | 호즈키 안     | 호시나 유타카 | 타마키 료   |
| 1월 7일(월)   | 13:00                  | 류 마사키   | 란쥬 토무   | 아스미 리오 | 아이즈키 사야 | 타마키 료     | 호즈키 안     | 히비키 레오나 | 우즈키 하야테 | 미야 루리카 |
| 1월 8일(화)   | 11:00                  | 류 마사키   | 란쥬 토무   | 아스미 리오 | 아이즈키 사야 | 타마키 료     | 호즈키 안     | 히비키 레오나 | 우즈키 하야테 | 미야 루리카 |
| 1월 8일(화)   | 15:00                  | 류 마사키   | 란쥬 토무   | 아스미 리오 | 아이즈키 사야 | 타마키 료     | 호즈키 안     | 히비키 레오나 | 우즈키 하야테 | 미야 루리카 |
| 1월 10일(목)  | 11:00                  | 류 마사키   | 란쥬 토무   | 아스미 리오 | 아이즈키 사야 | 타마키 료     | 호즈키 안     | 히비키 레오나 | 우즈키 하야테 | 미야 루리카 |
| 1월 10일(목)  | 15:00                  | 류 마사키   | 란쥬 토무   | 아스미 리오 | 아이즈키 사야 | 타마키 료     | 호즈키 안     | 히비키 레오나 | 우즈키 하야테 | 미야 루리카 |
| 1월 11일(금)  | 13:00                  | 류 마사키   | 소 카즈호   | 아스미 리오 | 아이즈키 사야 | 타마키 료     | 호즈키 안     | 히비키 레오나 | 우즈키 하야테 | 미야 루리카 |
| 1월 12일(토)  | 11:00                  | 류 마사키   | 소 카즈호   | 아스미 리오 | 아이즈키 사야 | 타마키 료     | 호즈키 안     | 히비키 레오나 | 우즈키 하야테 | 미야 루리카 |
| 1월 12일(토)  | 15:00                  | 류 마사키   | 소 카즈호   | 아스미 리오 | 아이즈키 사야 | 타마키 료     | 호즈키 안     | 히비키 레오나 | 우즈키 하야테 | 미야 루리카 |
| 1월 13일(일)  | 11:00                  | 류 마사키   | 소 카즈호   | 아스미 리오 | 아이즈키 사야 | 타마키 료     | 호즈키 안     | 히비키 레오나 | 우즈키 하야테 | 미야 루리카 |
| 1월 13일(일)  | 15:00                  | 류 마사키   | 소 카즈호   | 아스미 리오 | 아이즈키 사야 | 타마키 료     | 호즈키 안     | 히비키 레오나 | 우즈키 하야테 | 미야 루리카 |
| 1월 14일(월)  | 대절공연               | 류 마사키   | 아스미 리오 | 미야 루리카 | 히비키 레오나 | 우즈키 하야테 | 아이즈키 사야 | 호즈키 안     | 호시나 유타카 | 타마키 료   |
| 1월 14일(월)  | 15:00                  | 류 마사키   | 아스미 리오 | 미야 루리카 | 히비키 레오나 | 우즈키 하야테 | 아이즈키 사야 | 호즈키 안     | 호시나 유타카 | 타마키 료   |
| 1월 15일(화)  | 13:00                  | 류 마사키   | 아스미 리오 | 미야 루리카 | 히비키 레오나 | 우즈키 하야테 | 아이즈키 사야 | 호즈키 안     | 호시나 유타카 | 타마키 료   |
| 1월 17일(목)  | 11:00                  | 류 마사키   | 아스미 리오 | 미야 루리카 | 히비키 레오나 | 우즈키 하야테 | 아이즈키 사야 | 호즈키 안     | 호시나 유타카 | 타마키 료   |
| 1월 17일(목)  | 15:00                  | 류 마사키   | 아스미 리오 | 미야 루리카 | 히비키 레오나 | 우즈키 하야테 | 아이즈키 사야 | 호즈키 안     | 호시나 유타카 | 타마키 료   |
| 1월 18일(금)  | 13:00                  | 아스미 리오 | 류 마사키   | 미야 루리카 | 히비키 레오나 | 우즈키 하야테 | 아이즈키 사야 | 호즈키 안     | 호시나 유타카 | 타마키 료   |
| 1월 19일(토)  | 11:00                  | 류 마사키   | 아스미 리오 | 미야 루리카 | 히비키 레오나 | 우즈키 하야테 | 아이즈키 사야 | 호즈키 안     | 호시나 유타카 | 타마키 료   |
| 1월 19일(토)  | 15:00                  | 류 마사키   | 아스미 리오 | 미야 루리카 | 히비키 레오나 | 우즈키 하야테 | 아이즈키 사야 | 호즈키 안     | 호시나 유타카 | 타마키 료   |
| 1월 20일(일)  | 11:00                  | 아스미 리오 | 류 마사키   | 미야 루리카 | 히비키 레오나 | 우즈키 하야테 | 아이즈키 사야 | 호즈키 안     | 호시나 유타카 | 타마키 료   |
| 1월 20일(일)  | 15:00                  | 아스미 리오 | 류 마사키   | 미야 루리카 | 히비키 레오나 | 우즈키 하야테 | 아이즈키 사야 | 호즈키 안     | 호시나 유타카 | 타마키 료   |
| 1월 21일(월)  | 13:00                  | 류 마사키   | 아스미 리오 | 미야 루리카 | 히비키 레오나 | 우즈키 하야테 | 아이즈키 사야 | 호즈키 안     | 호시나 유타카 | 타마키 료   |
| 1월 22일(화)  | 13:00                  | 아스미 리오 | 류 마사키   | 미야 루리카 | 히비키 레오나 | 우즈키 하야테 | 아이즈키 사야 | 호즈키 안     | 호시나 유타카 | 타마키 료   |
| 1월 24일(목)  | 11:00                  | 아스미 리오 | 류 마사키   | 미야 루리카 | 히비키 레오나 | 우즈키 하야테 | 아이즈키 사야 | 호즈키 안     | 호시나 유타카 | 타마키 료   |
| 1월 25일(금)  | 15:00                  | 아스미 리오 | 류 마사키   | 미야 루리카 | 히비키 레오나 | 우즈키 하야테 | 아이즈키 사야 | 호즈키 안     | 호시나 유타카 | 타마키 료   |
| 1월 26일(토)  | 11:00                  | 류 마사키   | 아스미 리오 | 미야 루리카 | 히비키 레오나 | 우즈키 하야테 | 아이즈키 사야 | 호즈키 안     | 호시나 유타카 | 타마키 료   |
| 1월 26일(토)  | 15:00                  | 아스미 리오 | 류 마사키   | 미야 루리카 | 히비키 레오나 | 우즈키 하야테 | 아이즈키 사야 | 호즈키 안     | 호시나 유타카 | 타마키 료   |
| 1월 27일(일)  | 11:00                  | 아스미 리오 | 류 마사키   | 미야 루리카 | 히비키 레오나 | 우즈키 하야테 | 아이즈키 사야 | 호즈키 안     | 호시나 유타카 | 타마키 료   |
| 1월 27일(일)  | 15:00                  | 류 마사키   | 아스미 리오 | 미야 루리카 | 히비키 레오나 | 우즈키 하야테 | 아이즈키 사야 | 호즈키 안     | 호시나 유타카 | 타마키 료   |
| 1월 28일(월)  | 13:00                  | 아스미 리오 | 류 마사키   | 미야 루리카 | 히비키 레오나 | 우즈키 하야테 | 아이즈키 사야 | 호즈키 안     | 호시나 유타카 | 타마키 료   |
| 1월 29일(화)  | 11:00                  | 아스미 리오 | 류 마사키   | 미야 루리카 | 히비키 레오나 | 우즈키 하야테 | 아이즈키 사야 | 호즈키 안     | 호시나 유타카 | 타마키 료   |
| 1월 29일(화)  | 15:00                  | 류 마사키   | 아스미 리오 | 미야 루리카 | 히비키 레오나 | 우즈키 하야테 | 아이즈키 사야 | 호즈키 안     | 호시나 유타카 | 타마키 료   |
| 1月31日（木） | 11:00                  | 류 마사키   | 아스미 리오 | 미야 루리카 | 히비키 레오나 | 우즈키 하야테 | 아이즈키 사야 | 호즈키 안     | 호시나 유타카 | 타마키 료   |
| 1月31日（木） | 15:00                  | 아스미 리오 | 류 마사키   | 미야 루리카 | 히비키 레오나 | 우즈키 하야테 | 아이즈키 사야 | 호즈키 안     | 호시나 유타카 | 타마키 료   |
| 2월 1일(금)   | 13:00                  | 아스미 리오 | 류 마사키   | 미야 루리카 | 히비키 레오나 | 우즈키 하야테 | 아이즈키 사야 | 호즈키 안     | 호시나 유타카 | 타마키 료   |
| 2월 2일(토)   | 11:00                  | 아스미 리오 | 류 마사키   | 미야 루리카 | 히비키 레오나 | 우즈키 하야테 | 아이즈키 사야 | 호즈키 안     | 호시나 유타카 | 타마키 료   |
| 2월 2일(토)   | 15:00                  | 류 마사키   | 아스미 리오 | 미야 루리카 | 히비키 레오나 | 우즈키 하야테 | 아이즈키 사야 | 호즈키 안     | 호시나 유타카 | 타마키 료   |
| 2월 3일(일)   | 대절공연               | 류 마사키   | 아스미 리오 | 미야 루리카 | 히비키 레오나 | 우즈키 하야테 | 아이즈키 사야 | 호즈키 안     | 호시나 유타카 | 타마키 료   |
| 2월 3일(일)   | 15:00                  | 아스미 리오 | 류 마사키   | 미야 루리카 | 히비키 레오나 | 우즈키 하야테 | 아이즈키 사야 | 호즈키 안     | 호시나 유타카 | 타마키 료   |
| 2월 4일(월)   | 13:00                  | 류 마사키   | 아스미 리오 | 미야 루리카 | 히비키 레오나 | 우즈키 하야테 | 아이즈키 사야 | 호즈키 안     | 호시나 유타카 | 타마키 료   |

|              | 개연시간 （일본 표준시） | 오스칼      | 앙드레      |
| ------------ | ------------------------ | ----------- | ----------- |
| 2월 15일(금) | 15:30                    | 류 마사키   | 아스미 리오 |
| 2월 16일(토) | 11:00                    | 류 마사키   | 아스미 리오 |
| 2월 16일(토) | 15:30                    | 류 마사키   | 아스미 리오 |
| 2월 17일(일) | 11:00                    | 류 마사키   | 아스미 리오 |
| 2월 17일(일) | 15:30                    | 류 마사키   | 아스미 리오 |
| 2월 19일(화) | 13:30                    | 류 마사키   | 아스미 리오 |
| 2월 19일(화) | 18:30                    | 류 마사키   | 아스미 리오 |
| 2월 20일(수) | 13:30                    | 류 마사키   | 아스미 리오 |
| 2월 21일(목) | 13:30                    | 아스미 리오 | 류 마사키   |
| 2월 21일(목) | 18:30                    | 아스미 리오 | 류 마사키   |
| 2월 22일(금) | 13:30                    | 아스미 리오 | 류 마사키   |
| 2월 23일(토) | 11:00                    | 류 마사키   | 아스미 리오 |
| 2월 23일(토) | 15:30                    | 류 마사키   | 아스미 리오 |
| 2월24일(일)  | 대절공연                 | 류 마사키   | 아스미 리오 |
| 2월24일(일)  | 15:30                    | 아스미 리오 | 류 마사키   |
| 2월 26일(화) | 대절공연                 | 류 마사키   | 아스미 리오 |
| 2월 26일(화) | 18:30                    | 아스미 리오 | 류 마사키   |
| 2월 27일(수) | 13:30                    | 류 마사키   | 아스미 리오 |
| 2월 28일(목) | 13:30                    | 아스미 리오 | 류 마사키   |
| 3월 1일(금)  | 13:30                    | 류 마사키   | 아스미 리오 |
| 3월 2일(토)  | 11:00                    | 류 마사키   | 아스미 리오 |
| 3월 2일(토)  | 15:30                    | 아스미 리오 | 류 마사키   |
| 3月3일(일)   | 대절공연                 | 아스미 리오 | 류 마사키   |
| 3月3일(일)   | 15:30                    | 류 마사키   | 아스미 리오 |
| 3월 5일(화)  | 11:00                    | 류 마사키   | 아스미 리오 |
| 3월 5일(화)  | 15:30                    | 아스미 리오 | 류 마사키   |
| 3월 6일(수)  | 13:30                    | 류 마사키   | 아스미 리오 |
| 3월 7일(목)  | 13:30                    | 아스미 리오 | 류 마사키   |
| 3월 7일(목)  | 18:30                    | 류 마사키   | 아스미 리오 |
| 3월 8일(금)  | 13:30                    | 류 마사키   | 아스미 리오 |
| 3월 9일(토)  | 대절공연                 | 류 마사키   | 아스미 리오 |
| 3월 9일(토)  | 15:30                    | 아스미 리오 | 류 마사키   |
| 3월 10일(일) | 11:00                    | 아스미 리오 | 류 마사키   |
| 3월 10일(일) | 15:30                    | 류 마사키   | 아스미 리오 |
| 3월 12일(화) | 13:30                    | 아스미 리오 | 류 마사키   |
| 3월 12일(화) | 18:30                    | 류 마사키   | 아스미 리오 |
| 3월 13일(수) | 13:30                    | 류 마사키   | 아스미 리오 |
| 3월 14일(목) | 대절공연                 | 아스미 리오 | 류 마사키   |
| 3월 14일(목) | 18:30                    | 류 마사키   | 아스미 리오 |
| 3월 15일(금) | 13:30                    | 류 마사키   | 아스미 리오 |
| 3월 16일(토) | 11:00                    | 아스미 리오 | 류 마사키   |
| 3월 16일(토) | 15:30                    | 류 마사키   | 아스미 리오 |
| 3월 17일(일) | 11:00                    | 류 마사키   | 아스미 리오 |
| 3월 17일(일) | 15:30                    | 아스미 리오 | 류 마사키   |
| 3월 19일(화) | 13:30                    | 류 마사키   | 아스미 리오 |
| 3월 20일(수) | 11:00                    | 류 마사키   | 아스미 리오 |
| 3월 20일(수) | 15:30                    | 아스미 리오 | 류 마사키   |
| 3월 21일(목) | 대절공연                 | 류 마사키   | 아스미 리오 |
| 3월 21일(목) | 18:30                    | 아스미 리오 | 류 마사키   |
| 3월 22일(금) | 13:30                    | 류 마사키   | 아스미 리오 |
| 3월 23일(토) | 11:00                    | 류 마사키   | 아스미 리오 |
| 3월 23일(토) | 대절공연                 | 아스미 리오 | 류 마사키   |
| 3월 24일(일) | 11:00                    | 아스미 리오 | 류 마사키   |
| 3월 24일(일) | 15:30                    | 류 마사키   | 아스미 리오 |

2013년 유키구미(페르젠 편)
4월 19일 - 5월 27일(신인공연：5월 7일）: 다카라즈카 대극장, 6월 14일 - 7월, 21일(신인공연：6월 27일）：도쿄 다카라즈카 극장
형식명은 「미츠이 스미토모 VISA카드 시어터 다카라즈카 그랜드 로망」. 2막 34장.
소 카즈호와 마나카 아유의 톱스타 콤비 피로 공연이자 99기생의 초무대 공연.
대극장 공연에서는 츠키구미의 류 마사키, 호시구미의 유즈키 레온이 앙드레 역으로, 소라구미의 오우키 카나메가 오스칼 역으로 특별출연 했다.
“적극적으로 행동하는 페르젠 상”을 그려내기 위해 대본과 연출을 개정, 오스트리아 여왕 마리아 테레지아(앙투아네트의 모친), 마롱 글라세(앙드레의 조모이자 오스칼의 유모) 등 등장하지 않는 조연 캐릭터들이 많아졌다. 이야기 종반, 스웨덴에 귀국한 페르젠이 앙투아네트를 구하기 위해 프랑스를 다시 찾을 것을 결의하고 스웨덴 국왕 구스타프 3세를 알현하는 장면은 편집되어, 대신 스웨덴과 덴마크의 국경에서 페르젠과 제로델 두 사람이 국경 경비대와 싸우는 압력있는 장면으로 바뀌었다.
|                   | 오스칼        | 앙드레      | 람베스크 공작 | 베르나르      | 알랭            | 로셀로와        | 프랑소와      |
| ----------------- | ------------- | ----------- | ------------- | ------------- | --------------- | --------------- | ------------- |
| 4월23일-4월 30일  | 오우기 카나메 | 유즈키 레온 | 미스즈 아키   | 사기리 세이나 | 아야나기 쇼     | 아야카제 사키나 | 호카제 나루미 |
| 5월 24일-5월 26일 | 사기리 세이나 | 류 마사키   | 미스즈 아키   | 아야나기 쇼   | 아야카제 사키나 | 호카제 나루미   | 쿠죠 아스     |
| 상기 이외의 일정  | 사기리 세이나 | 미스즈 아키 | 호쇼 다이     | 아야나기 쇼   | 아야카제 사키나 | 호카제 나루미   | 쿠죠 아스     |

2014년 소라구미 (오스칼 편)
5월 2일 - 6월 2일(신인공연：5월 20일)：다카라즈카 대극장, 6월 20일 - 7월 27일(신인공연：7월 3일）：도쿄 다카라즈카 극장
형식명은 「미츠이 스미토모 VISA카드  시어터 다카라즈카 그랜드 로망」. 2막 41장。
6월 27일의 도쿄 다카라즈카 극장 공연중에 관객동원수 500만명 돌파.

### 그 외의 극장에서의 공연
1976년 하나구미(앙드레와 오스칼) 지방공연
4월 15일 -4월 26일　센다이, 야마가타, 사카타, 아키타, 시미즈, 하마마츠, 욧카이치, 이세
4월 30일 - 5월 7일　후쿠오카 시민회관
5월 8일 - 5월 23일　히로시마, 후쿠야마, 오카야마, 쿠라시키, 후쿠이, 다카오카, 카나자와, 이토이가와, 니가타, 나가오카
6월 10일 – 6월 27일　마에바시, 미토, 이와키, 모리오카, 하치노헤, 오오타, 우라와, 후지사와, 도쿠시마, 마루가메, 다카마츠, 마츠야마
6월 30일 - 7월 11일　나고야 중일극장
3개월에 걸친 장기 지방공연(당시에는 전국투어를 이렇게 불렀다. 그럭저럭 인기가 있었다고 할 수 있다. 하지만, 이토이가와 공연에서는 현지 행사와 기간이 겹쳤기 때문에 관객이 4명 뿐이었다.
1977년 하나구미 『판타지 베르사이유의 장미』　지방공연
10월 8일 – 10월 31일　구시로, 오비히로, 삿포로, 오타루, 도마코마이, 무로란, 하나마키, 센다이, 치바, 카와고에, 나하
병연 공연은 『이승의 벚꽃』.
앙드레와 오스칼 편을 짧게 편집하여 1시간 반의 작품으로 만든것
1978년 유키구미 『다카라즈카 판타지 베르사이유의 장미』　지방공연
9월 1일 – 9월 24일　카리야, 이치노미야, 와카야마, 히로시마, 후쿠야마, 시모노세키, 고쿠라, 호후, 사가, 사세보, 사세보, 나가사키, 구마모토, 오이타, 쿠루미, 타케오
앙드레와 오스칼편에 도쿄 츠키구미의 각본 등을 도입하여 개정한 작품.
1979년 하나구미(앙드레와 오스칼)　지방공연
9월 7일 - 10월 1일　이치노미야, 카스가이, 이세, 가카미가하라, 도요하시, 이와타, 시즈오카, 요코하마, 히가시 마츠야마, 나라시노, 하치오지, 카시와, 후쿠시마, 센다이, 모리오카, 삿포로, 오비히로, 아시베츠, 아사히카와
각본은 1978년 유키구미 전국투어 버전을 차용. 마츠 아키라가 오스칼을 연기하여 페르젠과 앙드레 등 남역 주요 3역을 모두 연기한 것을 두고 「베르바라 3관왕」이라고 불렸다.
1980년 유키구미(앙드레와 오스칼)　지방공연
5월 1일 - 5월 5일　후쿠오카 시민회관
5월 10일 - 5월 25일　쿠라시키, 나라, 히로시마, 우베, 키쿠치, 아마기, 시마바라, 혼도, 야시로, 미야자키, 미야코노조, 가고시마
각본우 1978년 유키구미 전국투어의 개정판. 미기와 나츠코의 최후의 지방공연이었기 때문에 전 일정을 따라다닌 열성 팬도 있었다.
1991년 유키구미(오스칼과 앙드레 편) 지방공연
4월 13일 - 4월 29일
공연 장소
- 4월 13일　세토
- 4월 14일　이치노미야
- 4월 16일　가와구치
- 4월 17일　사가노 오오노
- 4월 19일　마에바시
- 4월 20일　이치카와
- 4월 21일　 타마
- 4월 23일　시즈오카
- 4월 24일　하마키타
- 4월 25일　도요카와
- 4월 26일　오쓰
- 4월 28일　구레
- 4월 29일　히로시마
- 5월 1일 - 5일　후쿠오카 시민회관 

형식명은 「다카라즈카 로망」.
모리 케아키가 오스칼 역, 아유 유우키가 마리 앙투아네트 역으로 본공연과는 배역을 바꾸어서 상연하였다.
1991년 하나구미(페르젠 편)　지방공연
9월 8일 - 9월 30일
공연 장소
- 9월 8일　다카마츠
- 9월 10일　모리야마
- 9월 11일　한다
- 9월 12일　코난
- 9월 13일　마츠사카
- 9月15日　마치다
- 9月16日　가와구치
- 9月17日　쵸후
- 9月18日　사가노 오오노
- 9月20日　다가조
- 9月21、22日　센다이
- 9月24日　하코다테
- 9月26日　오비히로
- 9月28、29日　삿포로
- 9月30日   아사히카와

형식명은 「다카라즈카 로망」.
오우라 미즈키와 히비키 미토의 퇴단이 이미 발표되어 있었기 때문에 마지막 전국투어가 되었다.
2005년 호시구미(페르젠과 마리 앙투아네트 편)
9월 24일 - 10월 21일　전국투어
11월 11일(금) - 11월 13일(일)　경희대학교 「평화의 전당」(대한민국 서울특별시 동대문구 회기동 1번지)
한일 국교 정상화 40주년 기념 「한일 우정의 해 2005 다카라즈카 가극단 공연」
병연은 쇼 『소울 오브 시바!!』.
전국투어 공연 장소
- 9월 24-25일　우메다 예술극장
- 9월 27일　나가노 현 마츠모토 문화회관
- 9월 28일　長野県県民文化会館
- 9月30日　さいたま市文化センター
- 10月1日・2日　市川市文化会館（千葉県）
- 10月4日　伊勢崎市文化会館（群馬県）
- 10月6日　宇都宮市文化会館（栃木県）
- 10月8・9日　新潟県民会館
- 10月10日　上越文化会館（新潟県）
- 10月12日　北上・さくらホール（岩手県）
- 10月13日　湯沢文化会館（秋田県）
- 10月15・16日　秋田市文化会館
- 10月18日　ふるさと交流圏民センター（オルテンシア）（青森県五所川原市）
- 10月20・21日　北海道厚生年金会館

2006年・雪組（オスカル編）
7月1日 - 28日　全国ツアー
当時2番手男役の水夏希が主演を務めた。
全国ツアーの公演場所
- 7月1日・2日 梅田芸術劇場・メインホール
- 7月4日 山梨県立県民文化ホール
- 7月5日 アミューたちかわ（立川市民会館）
- 7月7日 さいたま市文化センター
- 7月8日・9日 神奈川県民ホール
- 7月11日 グリーンホール相模大野（神奈川県）
- 7月13日 富士市文化会館（静岡県）
- 7月15日 日進市民会館（愛知県）
- 7月16日 一宮市民会館（愛知県）
- 7月17日 守山市民ホール（滋賀県）
- 7月19日 呉市文化ホール（広島県）
- 7月21日 九州厚生年金会館（北九州市）
- 7月22日・23日 福岡市民会館
- 7月25日 iichiko総合文化センター グランシアタ（大分県）
- 7月27日・28日 鹿児島県文化センター

2014年・雪組（オスカルとアンドレ編）
3月7日 - 26日　全国ツアー
形式名は「宝塚グランドロマン」。2幕30場。
2013年の「フェルゼン編」でオスカル役を演じた2番手男役の早霧せいなが主演を務めた。
| 公演日        | 公演場所                                                        |
| 3月7日（金）  | 梅田芸術劇場・メインホール （大阪府）                           |
| 3月8日（土）  | 梅田芸術劇場・メインホール （大阪府）                           |
| 3月9日（日）  | 梅田芸術劇場・メインホール （大阪府）                           |
| 3月12日（水） | まつもと市民・芸術館（長野県）                                  |
| 3月13日（木） | コラニー文化ホール(山梨県立県民文化ホール)                      |
| 3月15日（土） | 日本特殊陶業市民会館フォレストホール(名古屋市民会館) （愛知県） |
| 3月16日（日） | 日本特殊陶業市民会館フォレストホール(名古屋市民会館) （愛知県） |
| 3月18日（火） | 伊勢市観光文化会館（三重県）                                    |
| 3月19日（水） | 三重県文化会館（三重県）                                        |
| 3月21日（金） | 北九州ソレイユホール(旧・九州厚生年金会館) （福岡県）           |
| 3月22日（土） | 福岡市民会館（福岡県）                                          |
| 3月23日（日） | 福岡市民会館（福岡県）                                          |
| 3月25日（火） | アルカスSASEBO（長崎県）                                        |
| 3月26日（水） | 長崎ブリックホール（長崎県）                                    |
| ------------- | --------------------------------------------------------------- |

2014年・花組（フェルゼンとマリー・アントワネット編）
6月12日 - 6月29日　中日劇場 
形式名は「宝塚グランドロマン」。2幕31場。
明日海りおのトップお披露目公演。
2014年・宙組（フェルゼンとマリー・アントワネット編）
8月29日 - 9月21日　全国ツアー
形式名は「宝塚グランドロマン」。2幕33場。
2番手男役の朝夏まなとが主演を務めた。
| 公演日        | 公演場所                                                        |
| 8月29日（金） | 梅田芸術劇場・メインホール （大阪府）                           |
| 8月30日（土） | 梅田芸術劇場・メインホール （大阪府）                           |
| 8月31日（日） | 梅田芸術劇場・メインホール （大阪府）                           |
| 9月3日（水）  | オーバード・ホール（富山県）                                    |
| 9月5日（金）  | 府中の森芸術劇場（東京都）                                      |
| 9月6日（土）  | 相模女子大学グリーンホール(グリーンホール相模大野) （神奈川県） |
| 9月7日（日）  | 市川市文化会館（千葉県）                                        |
| 9月9日（火）  | 酒田市民会館「希望ホール」 （山形県）                           |
| 9月11日（木） | 秋田市文化会館（秋田県）                                        |
| 9月13日（土） | イズミティ21（宮城県）                                          |
| 9月14日（日） | イズミティ21（宮城県）                                          |
| 9月15日（月） | イズミティ21（宮城県）                                          |
| 9월 17일(수)  | 링크 스테이션 홀 아오모리(아오모리시 문화회관) (아오모리 현)    |
| 9월 18일(목)  | 대관 시민 문화회관(아키타 현)                                   |
| 9월 20일(토)  | 니토리 문화 홀(구 홋카이도 후생성 연금회관) (홋카이도)          |
| 9월 21일(일)  | 니토리 문화 홀(구 홋카이도 후생성 연금회관) (홋카이도)          |
| ------------- | --------------------------------------------------------------- |

2015년 하나구미(페르젠과 마리 앙투아네트 편)
7월 10일 - 7월 16일　우메다 예술극장 메인 홀
8월 8일(토) - 8월 16일(일)　국가양청원, 국가희극원
다카라즈카 가극단 대만 공연 제 2탄.
병연은 레뷰 로망 『다카라즈카 환상곡』.

## 출연자들
※氏名の後ろの「（）」の文字はその年当時の所属組

### 2006년・호시구미 다카라즈카・도쿄
※츠키구미・유키구미 출연자 이외는 다카라즈카・도쿄 공통. 츠키구미・유키구미는 다카라즈카만 출연. 하나카제 미라이는, 다카라즈카에서는 1월 19일부터 전일정, 도쿄에서는 전일정 휴연.
- 에마 나오키
- 마리 유즈미
- 니시키 아이
- 시노부 무라사키
- 코즈키 와타루
- 아사미네 히카리
- 아란 케이
- 타카오 리오
- 시란 마스미
- 미키 치구사

- 타츠키 요
- 모모카 사리
- 아야메 히카루
- 스즈미 시오
- 마리노 유이
- 스즈노 카츠키
- 호시카제 에레나
- 아오조라 야히로
- 코토 마리에
- 유우호 사토루

- 시라하네 유리
- 오오마 미란
- 미시로 렌
- 료마 토모
- 아야카 레이
- 유즈키 레온
- 미나미 마리
- 아마기리 마요
- 우메조노 사치
- 마시로 후아리

- 긴가 아미
- 코사키 히요리
- 히즈키 하나
- 아야미 하야
- 카와이 미즈호
- 하나미 유우카
- 아마오 케이카
- 하츠세 유카
- 카즈키 신
- 오토하나 유리

- 츠루미 마유
- 유메노 세이카
- 미나호 사리
- 준카 마리이
- 마히로 슌
- 나나카제 우미
- 미즈키 료
- 하나 노노미
- 히사키 세아라
- 하나소노 미유

- 야시오 유우미
- 쿠레나이 유즈루
- 나루카 마린
- 이치죠 아즈사
- 미야 루리카
- 아오미 리마
- 하사기 츠바사
- 하자쿠라 시즈쿠
- 하루나 히토미
- 마이야 리리

- 키사라기 렌
- 시로타에 나츠
- 아오노 유키
- 미나카제 리나
- 아사토 마오
- 나오키 준
- 카이 하야토
- 시오츠키 슈
- 텐쥬 미츠키
- 유우카 리코

- 오오키 마코토
- 키토리 마리야
- 오토하 미노리
- 아이미 세레나
- 센쥬 하루
- 코토시로 마나카
- 마사부키 미노리
- 신게츠 사쿠

- 나토리 레이 (전과)
- 쿠니 나츠키 (전과)
- 미사 노에루 (전과)
- 이즈모 아야 (전과)
- 오오조라 유우히 (츠키구미, 다카라즈카에서만, 1월 27일 (금) - 2월 6일 (월))
- 키리야 히로무 (츠키구미, 다카라즈카에서만, 1월 12일 (목) - 1월 19일 (목))
- 아사미 히카루 (유키구미, 다카라즈카에서만, 1월 1일 (일) - 1월 3일 (화))
- 타카시로 케이 (유키구미, 다카라즈카에서만, 1월 5일 (목) - 1월 10일 (화))
- 미즈 나츠키 (유키구미, 다카라즈카에서만, 1월 20일 (금) - 1월 26일 (목))

### 2006年・雪組　宝塚・東京
※花組・月組・星組出演者以外は宝塚・東京共通。
- 飛鳥裕
- 灯奈美
- 美穂圭子
- 有沙美帆
- 朝海ひかる
- 悠なお輝
- 貴城けい
- 未来優希
- 水夏希
- 愛耀子

- 舞風りら
- 麻愛めぐる
- ゆり香紫保
- 壮一帆
- 水純花音
- 天勢いづる
- 音月桂
- 麻樹ゆめみ
- 沢音和希
- 夏央小槇

- 山科愛
- 舞咲りん
- 奏乃はると
- 森咲かぐや
- 花帆杏奈
- 柊巴
- 神麗華
- 宙輝れいか
- 涼花リサ
- 谷みずせ

- 穂月はるな
- 凰稀かなめ
- 真波そら
- 緒月遠麻
- 麻倉ももこ
- 華岡らら
- 晴華みどり
- 沙央くらま
- 白帆凜
- 鞠輝とわ

- 花緒このみ
- 衣咲真音
- 彩みづ希
- 岬麗
- 早花まこ
- 夢華あやり
- 大凪真生
- 葵吹雪
- 千はふり
- 紫友みれい

- 紫いつみ
- 大湖せしる
- 真麻ひとみ
- 祐輝千寿
- 彩夏涼
- 純矢ちとせ
- 花夏ゆりん
- 沙月愛奈
- 大月さゆ
- 愛輝ゆま

- 桜寿ひらり
- 蓮城まこと
- 涼瀬みうと
- 香音有希
- 愛原実花
- 香綾しずる
- 悠月れな
- 梓晴輝
- 千風カレン
- 朝風れい

- 寿々音綾
- 凰華れの
- 美乃ほのか
- 聖河椋
- 愛加あゆ
- 此花いの莉
- 冴輝ちはや
- 透真かずき
- 希世みらの
- 雛月乙葉

- 詩風翠
- 央雅光希
- 白渚すず

- 矢代鴻（専科）
- 星原美沙緒（専科）
- 一樹千尋（専科）
- 春野寿美礼（花組、宝塚のみ、2月20日（月）-2月23日（木））
- 瀬奈じゅん（月組、宝塚のみ、3月6日（月）-3月12日（日））
- 湖月わたる（星組、宝塚のみ、2月10日（金）-2月12日（日））
- 安蘭けい（星組、東京のみ、4月25日（火）-5月5日（金））

### 2006年・雪組　全国ツアー
- 飛鳥裕[70]
- 美穂圭子[70]
- 悠なお輝[70]
- 水夏希[70]
- 愛耀子[70]
- 舞風りら[70]
- ゆり香紫保[70]
- 壮一帆[70]
- 山科愛[70]
- 奏乃はると[70]

- 柊巴[70]
- 涼花リサ[70]
- 谷みずせ[70]
- 穂月はるな[70]
- 緒月遠麻[70]
- 晴華みどり[70]
- 沙央くらま[70]
- 鞠輝とわ[70]
- 彩みづ希[70]
- 岬麗[70]

- 早花まこ[70]
- 千はふり[70]
- 紫友みれい[70]
- 花夏ゆりん[70]
- 蓮城まこと[70]
- 香音有希[70]
- 桜寿ひらり[70]
- 涼瀬みうと[70]
- 千風カレン[70]
- 美乃ほのか[70]

- 雛月乙葉[70]
- 希世みらの[70]
- 矢代鴻（専科）[70]
- 星原美沙緒（専科）[70]
- 一樹千尋（専科）[70]

### 2013년 츠키구미 다카라즈카・도쿄
※하나구미・유키구미 출신자 이외는 다카라즈카・도쿄 공통
- 코시노 류
- 하나세 미즈카
- 세이죠 카이토
- 토카 유리노
- 히호우 코코로
- 류 마사키
- 모에카 유리아
- 아야즈키 세리
- 코우즈키 루우
- 카게츠 미야코

- 카오 아미리
- 아스미 리오
- 미야 루리카
- 미쇼 카즈키
- 히비키 레오나
- 우즈키 하야테
- 코토네 카즈하
- 레미 쿠레아
- 미즈하 카나토
- 시몬 유리야

- 시라유키 사치카
- 타카치 아오
- 아리세 소우
- 사키 아카네
- 치나미 카란
- 아키즈키 사야
- 호즈키 안
- 타카스미 하야토
- 마아이 스즈카
- 후우리 미즈카

- 하나히 미라
- 키죠 미츠루
- 호시키 츠바사
- 사나 유즈하
- 호시나 유타카
- 츠즈키 미아
- 쇼가 츠바키
- 아이카제 유메
- 하야미 세이
- 아마토 리이라

- 타마키 료
- 코우사키 란
- 키라미 루이세
- 미즈미 레이
- 유메하 미유
- 시노카 리아
- 하루네 아키
- 마나키 레이카
- 키즈키 유우마
- 아사미 준

- 카에데 유키
- 사모모 사츠키
- 미사토 유메노
- 유우 히카루
- 하루미 유우
- 유메나 루네
- 사키히 미유
- 카노하 토키
- 아카네 코나츠
- 사쿠라나 아이

- 소우야 토모키
- 하야키 유우토
- 렌 츠카사
- 우미노 미츠키
- 히메노 레에
- 아오세 유우키
- 아사기리 마코토
- 카시로 아오이
- 히메사키 미레이

- 나토리 레이 (전과)
- 란쥬 토무 (하나구미, 다카라즈카만, 1월 7일 - 1월 10일)[73]
- 소 카즈호 (유키구미, 다카라즈카만, 1월 11일 - 1월 13일)[73]

### 2013년 유키구미 다카라즈카・도쿄
※츠키구미・호시구미・소라구미 출연자 이외는 다카라즈카・도쿄 공통
- 리카 마스미
- 소 카즈호
- 아사키 유메미
- 미스즈 아키
- 마이사키 린
- 소노 하루토
- 사기리 세이나
- 유메노 세이카
- 사하나 마코
- 호쇼 다이

- 다이고 세시루
- 사츠키 아이나
- 렌죠 마코토
- 카온 유우키
- 카료 시즈루
- 아사카제 레이
- 치카제 카렌
- 마나카 아유
- 코노하나 이노리
- 토마 카즈키

- 히나즈키 오토하
- 시라나기 스즈
- 오우가 미츠키
- 토미 사라사
- 아야나기 쇼
- 오오스미 레이
- 모모하나 히나
- 마나 하루토
- 쇼노 치오
- 아야카제 사키나

- 호카제 나루미
- 마이소노 루리
- 아세이 이츠키
- 쿠죠 아스
- 키라하 레오
- 아마네 사라
- 안노 코노미
- 유우토 이리야
- 스바루 하나카
- 다이키 료

- 메이카 라라
- 아이 스미레
- 츠키시로 카나토
- 하나에 치호
- 호시노 안리
- 아마츠키 츠바사
- 오우지 카오루
- 시라미네 유리
- 히자쿠라 호노리
- 카즈시로 루나

- 유메카 아미
- 타치바나 코우
- 히메하나 유키노
- 마치 유우카
- 아오이 미키
- 카렌 에미리
- 오우 이부키
- 사이즈키 츠쿠시
- 토와키 세아
- 사라 안나

- 카노우 유우리
- 미나즈키 마키
- 미즈사 루루
- 신죠 마카라
- 세이나 노조미
- 아리사 히토미
- 호우카 하루나
- 유메노카 마이
- 아야나미 케이토
- 카나미 세나

- 세나미 하야

- 나토리 레이 (전과)
- 이소노 치히로 (전과)
- 에비라 카오루 (전과)
- 류 마사키 (츠키구미, 다카라즈카만, 5월 24일 - 5월 26일)[55]
- 유즈키 레온 (호시구미, 다카라즈카만, 4월 23일 - 4월 30일)[55]
- 오우키 카나메 (소라구미, 다카라즈카만, 4월 23일 - 4월 30일)[55]

#### 99기생 A반 (도쿄 only)
- 미소노 사쿠라
- 스미카제 나기
- 이로도리 미치루
- 마이히나 카논
- 와카토 리츠
- 히나타 하루키
- 린노 시즈카
- 아마노 키요라
- 하야토 레오
- 마나즈키 코우

### 2014年・雪組　全国ツアー
- 梨花ますみ[76]
- 麻樹ゆめみ[76]
- 舞咲りん[76]
- 奏乃はると[76]
- 早霧せいな[76]
- 夢乃聖夏[76]
- 早花まこ[76]
- 鳳翔大[76]
- 沙月愛奈[76]
- 蓮城まこと[76]

- 千風カレン[76]
- 此花いの莉[76]
- 雛月乙葉[76]
- 白渚すず[76]
- 彩凪翔[76]
- 真那春人[76]
- 笙乃茅桜[76]
- 彩風咲奈[76]
- 煌羽レオ[76]
- 悠斗イリヤ[76]

- 寿春花果[76]
- 星乃あんり[76]
- 桜路薫[76]
- 天月翼[76]
- 花瑛ちほ[76]
- 白峰ゆり[76]
- 和城るな[76]
- 咲妃みゆ[76]
- 橘幸[76]
- 彩月つくし[76]

- 水沙瑠流[76]
- 鳳華はるな[76]
- 陽向春輝[76]
- 諏訪さき[76]
- 夏美よう（専科）[76]

### 2014年・花組　中日劇場
- 高翔みず希
- 華形ひかる
- 紫峰七海
- 夕霧らい
- 望海風斗
- 明日海りお
- 芽吹幸奈
- 梅咲衣舞
- 冴月瑠那
- 鳳真由

- 白姫あかり
- 蘭乃はな
- 神房佳希
- 芹香斗亜
- 真輝いづみ
- 大河凜
- 桜帆ゆかり
- 桜咲彩花
- 美花梨乃
- 花奈澪

- 仙名彩世
- 羽立光来
- 新菜かほ
- 夢花らん
- 紗愛せいら
- 真鳳つぐみ
- 花乃まりあ
- 桜舞しおん
- 矢吹世奈
- 綺城ひか理

- 碧宮るか
- 峰果とわ
- 飛龍つかさ
- 真彩希帆
- 茉玲さや那
- 澄月菜音
- 若草萌香
- 帆純まひろ
- 高峰潤
- 英真なおき（専科）

### 2014年・宙組　宝塚・東京
- 寿つかさ
- 鈴奈沙也
- 美風舞良
- 大海亜呼
- 凰稀かなめ
- 緒月遠麻
- 朝夏まなと
- 蓮水ゆうや
- 純矢ちとせ
- 愛花ちさき

- 七海ひろき
- 花音舞
- 風羽玲亜
- 天風いぶき
- 花里まな
- 天玲美音
- 澄輝さやと
- 綾瀬あきな
- すみれ乃麗
- 凛城きら

- 松風輝
- 愛月ひかる
- 星吹彩翔
- 瀬音リサ
- 愛白もあ
- 蒼羽りく
- 結乃かなり
- 夢涼りあん
- 風馬翔
- 美月悠

- 花咲あいり
- 桜音れい
- 星月梨旺
- 愛咲まりあ
- 春瀬央季
- 実咲凜音
- 桜木みなと
- 実羚淳
- 彩花まり
- 涼華まや

- 朝央れん
- 伶美うらら
- 真みや涼子
- 七生眞希
- 留美絢
- 和希そら
- 瀬戸花まり
- 秋音光
- 里咲しぐれ
- 美桜エリナ

- 留依蒔世
- 秋奈るい
- 花菱りず
- 朝日奈蒼
- 水香依千
- 遥羽らら
- 瑠風輝
- 小春乃さよ
- 穂稀せり
- 潤奈すばる

- 華雪りら
- 風輝駿
- 尚央海りせ
- 華妃まいあ
- 希峰かなた
- 澄風なぎ
- 若翔りつ
- 瑞希めい
- 桜良花嵐
- 咲翔みなき

- 天瀬はつひ

- 汝鳥伶（専科）
- 一原けい（専科）

### 2014年・宙組　全国ツアー
- 寿つかさ
- 大海亜呼
- 朝夏まなと
- 七海ひろき
- 風羽玲亜
- 澄輝さやと
- 綾瀬あきな
- 星吹彩翔
- 瀬音リサ
- 蒼羽りく

- 結乃かなり
- 風馬翔
- 花咲あいり
- 桜音れい
- 愛咲まりあ
- 実咲凜音
- 実羚淳
- 涼華まや
- 真みや涼子
- 和希そら

- 瀬戸花まり
- 里咲しぐれ
- 秋奈るい
- 朝日奈蒼
- 瑠風輝
- 小春乃さよ
- 穂稀せり
- 風輝駿
- 華妃まいあ
- 澄風なぎ

- 若翔りつ
- 咲翔みなき
- 天瀬はつひ
- 英真なおき（専科）

### 2001年（ベルサイユのばら2001）
宙組と星組が東西同時上演。ポスターを横尾忠則が担当。
宙組（フェルゼンとマリー・アントワネット編）
4月6日 - 5月14日（新人公演：4月24日）：宝塚大劇場、6月29日 - 8月12日（新人公演：7月10日）：東京宝塚劇場
形式名は「三井住友VISAシアター 宝塚グランドロマン」。2部36場。
第87期生（龍真咲、早霧せいなら）の初舞台公演。
ある日の宝塚大劇場2回公演時、1回目公演後に大階段を繋ぐワイヤーにトラブルの為、第2回開演時間が大幅にずれ込む事態が発生したことがあり、その際、第一幕の歌が本来『御覧なさい　御覧なさい…』の部分を『ごめんなさい　ごめんなさい…』と変更するなどのファンサービスが行われた。なお、応急修理の為に業者が呼ばれ、修理される待ち時間の間、支配人が2回舞台に上がり謝罪を述べている。
宝塚における特別出演（専科）：城火呂絵、星里未子、未沙のえる、箙かおる、彩輝直
|        | 宝塚            | 東京            |
| ------ | --------------- | --------------- |
| 彩輝直 | 4月28日-5月14日 | 6月29日-7月23日 |
| 水夏希 | 4月6日-4月27日  | 7月24日-8月12日 |

|        | 宝塚            | 東京            |
| ------ | --------------- | --------------- |
| 彩輝直 | 4月6日-4月27日  | 7月24日-8月12日 |
| 水夏希 | 4月28日-5月14日 | 6月29日-7月23日 |

星組（オスカルとアンドレ編）
3月30日 - 5月6日（新人公演：4月10日）：東京宝塚劇場、8月17日 - 10月1日（新人公演：9月4日）：宝塚大劇場
形式名は「三井住友VISAシアター 宝塚グランドロマン」。2部32場。
トップコンビ稔幸と星奈優里の退団公演。
通算観客動員356万4千人を記録した。
東京公演における特別出演（専科）：高ひづる、汝鳥伶、邦なつき、一樹千尋、一原けい、香寿たつき、湖月わたる、樹里咲穂
|            | 東京            | 宝塚            |
| ---------- | --------------- | --------------- |
| 香寿たつき | 3月30日-4月13日 | 8月17日-10月1日 |
| 湖月わたる | 4月14日-4月27日 | -               |
| 樹里咲穂   | 4月28日-5月6日  | -               |

|            | 東京             | 宝塚                            |
| ---------- | ---------------- | ------------------------------- |
| 星原美沙緒 | -                | 8月17日-8月27日 9月11日-10月1日 |
| 未沙のえる | -                | 8月28日-9月10日                 |
| 汝鳥伶     | 3月30日 - 5月6日 | -                               |

### 2006年
マリー・アントワネット生誕250年を記念して再演。
星組（フェルゼンとマリー・アントワネット編）
1月1日 - 2月6日（新人公演：1月17日）：宝塚大劇場、2月17日 - 4月2日（新人公演：2月28日）：東京宝塚劇場
形式名は「マリー・アントワネット生誕250周年記念 三井住友VISAシアター 宝塚グランドロマン」。2部35場。
| 役者名             | 日程                        |
| ------------------ | --------------------------- |
| 朝海ひかる（雪組） | 1月1日（日）-1月3日（火）   |
| 貴城けい（雪組）   | 1月5日（木）-1月10日（火）  |
| 霧矢大夢（月組）   | 1月12日（木）-1月19日（木） |
| 水夏希（雪組）     | 1月20日（金）-1月26日（木） |
| 大空祐飛（月組）   | 1月27日（金）-2月6日（月）  |

|                             | アンドレ | ベルナール |
| --------------------------- | -------- | ---------- |
| 2月17日（金）-3月3日（金）  | 立樹遥   | 柚希礼音   |
| 3月4日（土）-3月14日（火）  | 柚希礼音 | 立樹遥     |
| 3月16日（木）-3月21日（火） | 立樹遥   | 柚希礼音   |
| 3月23日（木）-4月2日（日）  | 柚希礼音 | 立樹遥     |

雪組（オスカル編）
2月10日 - 3月20日（新人公演：2月28日）：宝塚大劇場、4月7日 - 5月21日（新人公演：4月18日）：東京宝塚劇場
形式名は「マリー・アントワネット生誕250周年記念 三井住友VISAシアター 宝塚グランドロマン」。2部33場。
雪組大劇場公演中の2006年3月17日に通算観客動員400万人を記録した。
貴城けい、水夏希はアンドレ役で出演以外は、貴城はジェローデル、水はアラン役で出演した。
|                    | 宝塚                                                    | 東京                       |
| ------------------ | ------------------------------------------------------- | -------------------------- |
| 湖月わたる（星組） | 2月10日（金）-2月12日（日）                             | -                          |
| 春野寿美礼（花組） | 2月20日（月）-2月23日（木）                             | -                          |
| 瀬奈じゅん（月組） | 3月6日（月）-3月12日（日）                              | -                          |
| 貴城けい（雪組）   | 2月13日（月）-2月19日（日） 3月17日（金）-3月20日（月） | 4月7日（金）-4月24日（月） |
| 水夏希（雪組）     | 2月24日（金）-3月5日（日） 3月13日（月）-3月16日（木）  | 5月6日（土）-5月21日（日） |
| 安蘭けい（星組）   | -                                                       | 4月25日（火）-5月5日（金） |

### 2013年 - 2014年
宝塚歌劇100周年を記念して再演。
2013年・月組（オスカルとアンドレ編）
1月1日 - 2月4日（新人公演：1月22日）：宝塚大劇場、2月15日 - 3月24日（新人公演：2月28日）：東京宝塚劇場
形式名は「三井住友VISAカード シアター　宝塚グランドロマン」。2幕32場。
前公演『ロミオとジュリエット』に続く主役の役替わり公演第2弾。トップスター龍真咲と準トップスター明日海りおがオスカル役、アンドレ役を役替りで演じる。
大劇場公演では、花組の蘭寿とむ、雪組の壮一帆がアンドレ役で特別出演した。
3月21日（木）13時30分からの公演で、1974年初演以来の観劇者が450万人に到達。
2013年月組版の演出面での目玉としては、最後の馬車に乗って天国に行くシーンで、オスカルとアンドレを乗せた馬車を、クレーンを用いてそのまま空中へ飛ばす新演出が挙げられる（従来、このシーンは回り舞台の上に銀馬車を置き、回り舞台を回転させて馬車の走行を演出していた。なお銀馬車を使わないバージョンもある）。この派手な演出は製作発表会にて植田紳爾 （脚本・演出）が「これは大きな見せ場だと思います」と言った通りになった。銀馬車および馬車を曳く白馬にはLEDで溢れんばかりの電飾が施された。光り輝く馬車に乗った二人が舞台から大きくせり出し、一階観客の頭上を上手側、下手側へ大きく左右に動いてアピール、この演出によって「地上では結ばれない貴族と平民の恋の、天国での成就」を描き出し、観客は拍手喝采、またクレーンによる上昇は思いのほか上がって、二階席の客へは今にも手が届かんばかりに迫っており、これもまた客の期待に予想以上に応えた。舞台退場時は馬車を持ち上げたままクレーンが後退し、左右から黒カーテンが閉まった。
|               | 開演時間 （日本標準時） | オスカル   | アンドレ   | ベルナール | ミッシェル | アルマン   | ロセロワ | ヴェール | シャロン | ジェローデル |
| ------------- | ----------------------- | ---------- | ---------- | ---------- | ---------- | ---------- | -------- | -------- | -------- | ------------ |
| 1月1日（火）  | 13:00                   | 龍真咲     | 明日海りお | 美弥るりか | 響れおな   | 宇月颯     | 煌月爽矢 | 鳳月杏   | 星那由貴 | 珠城りょう   |
| 1月2日（水）  | 11:00                   | 龍真咲     | 明日海りお | 美弥るりか | 響れおな   | 宇月颯     | 煌月爽矢 | 鳳月杏   | 星那由貴 | 珠城りょう   |
| 1月2日（水）  | 15:00                   | 龍真咲     | 明日海りお | 美弥るりか | 響れおな   | 宇月颯     | 煌月爽矢 | 鳳月杏   | 星那由貴 | 珠城りょう   |
| 1月3日（木）  | 11:00                   | 龍真咲     | 明日海りお | 美弥るりか | 響れおな   | 宇月颯     | 煌月爽矢 | 鳳月杏   | 星那由貴 | 珠城りょう   |
| 1月3日（木）  | 15:00                   | 龍真咲     | 明日海りお | 美弥るりか | 響れおな   | 宇月颯     | 煌月爽矢 | 鳳月杏   | 星那由貴 | 珠城りょう   |
| 1月5日（土）  | 貸切公演                | 龍真咲     | 明日海りお | 美弥るりか | 響れおな   | 宇月颯     | 煌月爽矢 | 鳳月杏   | 星那由貴 | 珠城りょう   |
| 1月5日（土）  | 15:00                   | 龍真咲     | 明日海りお | 美弥るりか | 響れおな   | 宇月颯     | 煌月爽矢 | 鳳月杏   | 星那由貴 | 珠城りょう   |
| 1月6日（日）  | 11:00                   | 龍真咲     | 明日海りお | 美弥るりか | 響れおな   | 宇月颯     | 煌月爽矢 | 鳳月杏   | 星那由貴 | 珠城りょう   |
| 1月6日（日）  | 15:00                   | 龍真咲     | 明日海りお | 美弥るりか | 響れおな   | 宇月颯     | 煌月爽矢 | 鳳月杏   | 星那由貴 | 珠城りょう   |
| 1月7日（月）  | 13:00                   | 龍真咲     | 蘭寿とむ   | 明日海りお | 煌月爽矢   | 珠城りょう | 鳳月杏   | 響れおな | 宇月颯   | 美弥るりか   |
| 1月8日（火）  | 11:00                   | 龍真咲     | 蘭寿とむ   | 明日海りお | 煌月爽矢   | 珠城りょう | 鳳月杏   | 響れおな | 宇月颯   | 美弥るりか   |
| 1月8日（火）  | 15:00                   | 龍真咲     | 蘭寿とむ   | 明日海りお | 煌月爽矢   | 珠城りょう | 鳳月杏   | 響れおな | 宇月颯   | 美弥るりか   |
| 1月10日（木） | 11:00                   | 龍真咲     | 蘭寿とむ   | 明日海りお | 煌月爽矢   | 珠城りょう | 鳳月杏   | 響れおな | 宇月颯   | 美弥るりか   |
| 1月10日（木） | 15:00                   | 龍真咲     | 蘭寿とむ   | 明日海りお | 煌月爽矢   | 珠城りょう | 鳳月杏   | 響れおな | 宇月颯   | 美弥るりか   |
| 1月11日（金） | 13:00                   | 龍真咲     | 壮一帆     | 明日海りお | 煌月爽矢   | 珠城りょう | 鳳月杏   | 響れおな | 宇月颯   | 美弥るりか   |
| 1月12日（土） | 11:00                   | 龍真咲     | 壮一帆     | 明日海りお | 煌月爽矢   | 珠城りょう | 鳳月杏   | 響れおな | 宇月颯   | 美弥るりか   |
| 1月12日（土） | 15:00                   | 龍真咲     | 壮一帆     | 明日海りお | 煌月爽矢   | 珠城りょう | 鳳月杏   | 響れおな | 宇月颯   | 美弥るりか   |
| 1月13日（日） | 11:00                   | 龍真咲     | 壮一帆     | 明日海りお | 煌月爽矢   | 珠城りょう | 鳳月杏   | 響れおな | 宇月颯   | 美弥るりか   |
| 1月13日（日） | 15:00                   | 龍真咲     | 壮一帆     | 明日海りお | 煌月爽矢   | 珠城りょう | 鳳月杏   | 響れおな | 宇月颯   | 美弥るりか   |
| 1月14日（月） | 貸切公演                | 龍真咲     | 明日海りお | 美弥るりか | 響れおな   | 宇月颯     | 煌月爽矢 | 鳳月杏   | 星那由貴 | 珠城りょう   |
| 1月14日（月） | 15:00                   | 龍真咲     | 明日海りお | 美弥るりか | 響れおな   | 宇月颯     | 煌月爽矢 | 鳳月杏   | 星那由貴 | 珠城りょう   |
| 1月15日（火） | 13:00                   | 龍真咲     | 明日海りお | 美弥るりか | 響れおな   | 宇月颯     | 煌月爽矢 | 鳳月杏   | 星那由貴 | 珠城りょう   |
| 1月17日（木） | 11:00                   | 龍真咲     | 明日海りお | 美弥るりか | 響れおな   | 宇月颯     | 煌月爽矢 | 鳳月杏   | 星那由貴 | 珠城りょう   |
| 1月17日（木） | 15:00                   | 龍真咲     | 明日海りお | 美弥るりか | 響れおな   | 宇月颯     | 煌月爽矢 | 鳳月杏   | 星那由貴 | 珠城りょう   |
| 1月18日（金） | 13:00                   | 明日海りお | 龍真咲     | 美弥るりか | 響れおな   | 宇月颯     | 煌月爽矢 | 鳳月杏   | 星那由貴 | 珠城りょう   |
| 1月19日（土） | 11:00                   | 龍真咲     | 明日海りお | 美弥るりか | 響れおな   | 宇月颯     | 煌月爽矢 | 鳳月杏   | 星那由貴 | 珠城りょう   |
| 1月19日（土） | 15:00                   | 龍真咲     | 明日海りお | 美弥るりか | 響れおな   | 宇月颯     | 煌月爽矢 | 鳳月杏   | 星那由貴 | 珠城りょう   |
| 1月20日（日） | 11:00                   | 明日海りお | 龍真咲     | 美弥るりか | 響れおな   | 宇月颯     | 煌月爽矢 | 鳳月杏   | 星那由貴 | 珠城りょう   |
| 1月20日（日） | 15:00                   | 明日海りお | 龍真咲     | 美弥るりか | 響れおな   | 宇月颯     | 煌月爽矢 | 鳳月杏   | 星那由貴 | 珠城りょう   |
| 1月21日（月） | 13:00                   | 龍真咲     | 明日海りお | 美弥るりか | 響れおな   | 宇月颯     | 煌月爽矢 | 鳳月杏   | 星那由貴 | 珠城りょう   |
| 1月22日（火） | 13:00                   | 明日海りお | 龍真咲     | 美弥るりか | 響れおな   | 宇月颯     | 煌月爽矢 | 鳳月杏   | 星那由貴 | 珠城りょう   |
| 1月24日（木） | 11:00                   | 明日海りお | 龍真咲     | 美弥るりか | 響れおな   | 宇月颯     | 煌月爽矢 | 鳳月杏   | 星那由貴 | 珠城りょう   |
| 1月25日（金） | 15:00                   | 明日海りお | 龍真咲     | 美弥るりか | 響れおな   | 宇月颯     | 煌月爽矢 | 鳳月杏   | 星那由貴 | 珠城りょう   |
| 1月26日（土） | 11:00                   | 龍真咲     | 明日海りお | 美弥るりか | 響れおな   | 宇月颯     | 煌月爽矢 | 鳳月杏   | 星那由貴 | 珠城りょう   |
| 1月26日（土） | 15:00                   | 明日海りお | 龍真咲     | 美弥るりか | 響れおな   | 宇月颯     | 煌月爽矢 | 鳳月杏   | 星那由貴 | 珠城りょう   |
| 1月27日（日） | 11:00                   | 明日海りお | 龍真咲     | 美弥るりか | 響れおな   | 宇月颯     | 煌月爽矢 | 鳳月杏   | 星那由貴 | 珠城りょう   |
| 1月27日（日） | 15:00                   | 龍真咲     | 明日海りお | 美弥るりか | 響れおな   | 宇月颯     | 煌月爽矢 | 鳳月杏   | 星那由貴 | 珠城りょう   |
| 1月28日（月） | 13:00                   | 明日海りお | 龍真咲     | 美弥るりか | 響れおな   | 宇月颯     | 煌月爽矢 | 鳳月杏   | 星那由貴 | 珠城りょう   |
| 1月29日（火） | 11:00                   | 明日海りお | 龍真咲     | 美弥るりか | 響れおな   | 宇月颯     | 煌月爽矢 | 鳳月杏   | 星那由貴 | 珠城りょう   |
| 1月29日（火） | 15:00                   | 龍真咲     | 明日海りお | 美弥るりか | 響れおな   | 宇月颯     | 煌月爽矢 | 鳳月杏   | 星那由貴 | 珠城りょう   |
| 1月31日（木） | 11:00                   | 龍真咲     | 明日海りお | 美弥るりか | 響れおな   | 宇月颯     | 煌月爽矢 | 鳳月杏   | 星那由貴 | 珠城りょう   |
| 1月31日（木） | 15:00                   | 明日海りお | 龍真咲     | 美弥るりか | 響れおな   | 宇月颯     | 煌月爽矢 | 鳳月杏   | 星那由貴 | 珠城りょう   |
| 2月1日（金）  | 13:00                   | 明日海りお | 龍真咲     | 美弥るりか | 響れおな   | 宇月颯     | 煌月爽矢 | 鳳月杏   | 星那由貴 | 珠城りょう   |
| 2月2日（土）  | 11:00                   | 明日海りお | 龍真咲     | 美弥るりか | 響れおな   | 宇月颯     | 煌月爽矢 | 鳳月杏   | 星那由貴 | 珠城りょう   |
| 2月2日（土）  | 15:00                   | 龍真咲     | 明日海りお | 美弥るりか | 響れおな   | 宇月颯     | 煌月爽矢 | 鳳月杏   | 星那由貴 | 珠城りょう   |
| 2月3日（日）  | 貸切公演                | 龍真咲     | 明日海りお | 美弥るりか | 響れおな   | 宇月颯     | 煌月爽矢 | 鳳月杏   | 星那由貴 | 珠城りょう   |
| 2月3日（日）  | 15:00                   | 明日海りお | 龍真咲     | 美弥るりか | 響れおな   | 宇月颯     | 煌月爽矢 | 鳳月杏   | 星那由貴 | 珠城りょう   |
| 2月4日（月）  | 13:00                   | 龍真咲     | 明日海りお | 美弥るりか | 響れおな   | 宇月颯     | 煌月爽矢 | 鳳月杏   | 星那由貴 | 珠城りょう   |

|               | 開演時間 （日本標準時） | オスカル   | アンドレ   |
| ------------- | ----------------------- | ---------- | ---------- |
| 2月15日（金） | 15:30                   | 龍真咲     | 明日海りお |
| 2月16日（土） | 11:00                   | 龍真咲     | 明日海りお |
| 2月16日（土） | 15:30                   | 龍真咲     | 明日海りお |
| 2月17日（日） | 11:00                   | 龍真咲     | 明日海りお |
| 2月17日（日） | 15:30                   | 龍真咲     | 明日海りお |
| 2月19日（火） | 13:30                   | 龍真咲     | 明日海りお |
| 2月19日（火） | 18:30                   | 龍真咲     | 明日海りお |
| 2月20日（水） | 13:30                   | 龍真咲     | 明日海りお |
| 2月21日（木） | 13:30                   | 明日海りお | 龍真咲     |
| 2月21日（木） | 18:30                   | 明日海りお | 龍真咲     |
| 2月22日（金） | 13:30                   | 明日海りお | 龍真咲     |
| 2月23日（土） | 11:00                   | 龍真咲     | 明日海りお |
| 2月23日（土） | 15:30                   | 龍真咲     | 明日海りお |
| 2月24日（日） | 貸切公演                | 龍真咲     | 明日海りお |
| 2月24日（日） | 15:30                   | 明日海りお | 龍真咲     |
| 2月26日（火） | 貸切公演                | 龍真咲     | 明日海りお |
| 2月26日（火） | 18:30                   | 明日海りお | 龍真咲     |
| 2月27日（水） | 13:30                   | 龍真咲     | 明日海りお |
| 2月28日（木） | 13:30                   | 明日海りお | 龍真咲     |
| 3月1日（金）  | 13:30                   | 龍真咲     | 明日海りお |
| 3月2日（土）  | 11:00                   | 龍真咲     | 明日海りお |
| 3月2日（土）  | 15:30                   | 明日海りお | 龍真咲     |
| 3月3日（日）  | 貸切公演                | 明日海りお | 龍真咲     |
| 3月3日（日）  | 15:30                   | 龍真咲     | 明日海りお |
| 3月5日（火）  | 11:00                   | 龍真咲     | 明日海りお |
| 3月5日（火）  | 15:30                   | 明日海りお | 龍真咲     |
| 3月6日（水）  | 13:30                   | 龍真咲     | 明日海りお |
| 3月7日（木）  | 13:30                   | 明日海りお | 龍真咲     |
| 3月7日（木）  | 18:30                   | 龍真咲     | 明日海りお |
| 3月8日（金）  | 13:30                   | 龍真咲     | 明日海りお |
| 3月9日（土）  | 貸切公演                | 龍真咲     | 明日海りお |
| 3月9日（土）  | 15:30                   | 明日海りお | 龍真咲     |
| 3月10日（日） | 11:00                   | 明日海りお | 龍真咲     |
| 3月10日（日） | 15:30                   | 龍真咲     | 明日海りお |
| 3月12日（火） | 13:30                   | 明日海りお | 龍真咲     |
| 3月12日（火） | 18:30                   | 龍真咲     | 明日海りお |
| 3月13日（水） | 13:30                   | 龍真咲     | 明日海りお |
| 3月14日（木） | 貸切公演                | 明日海りお | 龍真咲     |
| 3月14日（木） | 18:30                   | 龍真咲     | 明日海りお |
| 3月15日（金） | 13:30                   | 龍真咲     | 明日海りお |
| 3月16日（土） | 11:00                   | 明日海りお | 龍真咲     |
| 3月16日（土） | 15:30                   | 龍真咲     | 明日海りお |
| 3月17日（日） | 11:00                   | 龍真咲     | 明日海りお |
| 3月17日（日） | 15:30                   | 明日海りお | 龍真咲     |
| 3月19日（火） | 13:30                   | 龍真咲     | 明日海りお |
| 3月20日（水） | 11:00                   | 龍真咲     | 明日海りお |
| 3月20日（水） | 15:30                   | 明日海りお | 龍真咲     |
| 3月21日（木） | 貸切公演                | 龍真咲     | 明日海りお |
| 3月21日（木） | 18:30                   | 明日海りお | 龍真咲     |
| 3月22日（金） | 13:30                   | 龍真咲     | 明日海りお |
| 3月23日（土） | 11:00                   | 龍真咲     | 明日海りお |
| 3月23日（土） | 貸切公演                | 明日海りお | 龍真咲     |
| 3月24日（日） | 11:00                   | 明日海りお | 龍真咲     |
| 3月24日（日） | 15:30                   | 龍真咲     | 明日海りお |

2013年・雪組（フェルゼン編）
4月19日 - 5月27日（新人公演：5月7日）: 宝塚大劇場、6月14日 - 7月21日（新人公演：6月27日）：東京宝塚劇場
形式名は「三井住友VISAカード シアター　宝塚グランドロマン」。2幕34場。
壮一帆と愛加あゆのトップコンビお披露目公演であり、第99期生の初舞台公演。
大劇場公演では、月組の龍真咲、星組の柚希礼音がアンドレ役で、宙組の凰稀かなめがオスカル役で特別出演した。
“積極的に行動するフェルゼン像”を描くため、再び台本、演出を改訂、オーストリア女王マリア・テレジア（アントワネットの母親）、マロングラッセ婆や（アンドレの祖母、オスカルの乳母）など登場しなくなった脇役も多い。物語終盤、スウェーデンに帰国していたフェルゼンがアントワネット救出のため、フランス再訪への決意を胸に、スウェーデン国王グスタフ3世に謁見するシーンはカットされ、代わりにスウェーデン・デンマーク国境において、フェルゼン・ジェローデルの二人組が国境警備隊と大立ち回りを演ずる、迫力あるシーンに差し替わった。
|                 | オスカル   | アンドレ | ランベスク公爵 | ベルナール | アラン   | ロセロワ | フランソワ |
| --------------- | ---------- | -------- | -------------- | ---------- | -------- | -------- | ---------- |
| 4月23日-4月30日 | 凰稀かなめ | 柚希礼音 | 未涼亜希       | 早霧せいな | 彩凪翔   | 彩風咲奈 | 帆風成海   |
| 5月24日-5月26日 | 早霧せいな | 龍真咲   | 未涼亜希       | 彩凪翔     | 彩風咲奈 | 帆風成海 | 久城あす   |
| 上記以外の日程  | 早霧せいな | 未涼亜希 | 鳳翔大         | 彩凪翔     | 彩風咲奈 | 帆風成海 | 久城あす   |

2014年・宙組（オスカル編）
5月2日 - 6月2日（新人公演：5月20日）：宝塚大劇場、6月20日 - 7月27日（新人公演：7月3日）：東京宝塚劇場
形式名は「三井住友VISAカード シアター　宝塚グランドロマン」。2幕41場。
6月27日の東京宝塚劇場公演中に観客動員500万人を突破。

### その他の劇場での公演
1976年・花組（アンドレとオスカル） 地方公演
4月15日 -4月26日　仙台、山形、酒田、秋田、清水、浜松、四日市、伊勢
4月30日 - 5月7日　福岡市民会館
5月8日 - 5月23日　広島、福山、岡山、倉敷、福井、高岡、金沢、糸魚川、新潟、長岡
6月10日 – 6月27日　前橋、水戸、平、盛岡、八戸、太田、浦和、藤沢、徳島、丸亀、高松、松山
6月30日 - 7月11日　名古屋・中日劇場
足掛け3ヶ月に及ぶ長期地方公演（当時は全国ツアーの事をこう呼んでいた）。それほど人気があったともいえる。しかし、糸魚川の公演では地元の行事と日程が重なったため、観客が4人しかいなかった。
1977年・花組『ファンタジー・ベルサイユのばら』　地方公演
10月8日 – 10月31日　釧路、帯広、札幌、小樽、苫小牧、室蘭、花巻、仙台、千葉、川越、那覇
併演は『うつしよ桜』。
アンドレとオスカル編を短くして、1時間半の作品にしたもの。
1978年・雪組『宝塚ファンタジー・ベルサイユのばら』　地方公演
9月1日 – 9月24日　刈谷、一宮、和歌山、広島、福山、下関、小倉、防府、佐賀、佐世保、長崎、熊本、大分、久留米、武雄
アンドレとオスカル編に、東京月組の脚本等を取り込んで改訂した作品。
1979年・花組（アンドレとオスカル）　地方公演
9月7日 - 10月1日　一宮、春日井、伊勢、各務原、豊橋、磐田、静岡、横浜、東松山、習志野、八王子、柏、福島、仙台、盛岡、札幌、帯広、芦別、旭川
脚本は1978年の雪組全ツの時のもの。松あきらがオスカルを演じ、フェルゼン、アンドレと男役の主要3役すべてを演じたことで「ベルばら三冠王」と呼ばれた。
1980年・雪組（アンドレとオスカル）　地方公演
5月1日 - 5月5日　福岡市民会館
5月10日 - 5月25日　倉敷、奈良、広島、宇部、菊池、甘木、島原、本渡、八代、宮崎、都城、鹿児島
脚本は1978年雪組全ツの改訂版。汀夏子の最後の地方公演となったため、全日程をついてまわった熱狂的なファンもいた。
1991年・雪組（オスカル・アンドレ編） 地方公演
4月13日 - 4月29日
公演場所
- 4月13日　瀬戸
- 4月14日　一宮
- 4月16日　川口
- 4月17日　相模大野
- 4月19日　前橋
- 4月20日　市川
- 4月21日　多摩
- 4月23日　静岡
- 4月24日　浜北
- 4月25日　豊川
- 4月26日　大津
- 4月28日　呉
- 4月29日　広島

5月1日 - 5日　福岡市民会館 
形式名は「宝塚ロマン」。
杜けあきがオスカル役、鮎ゆうきがマリー・アントワネット役と本公演とは配役と脚本を変更して上演された。
1991年・花組（フェルゼン編）　地方公演
9月8日 - 9月30日
公演場所
- 9月8日　高松
- 9月10日　守山
- 9月11日　半田
- 9月12日　江南
- 9月13日　松阪
- 9月15日　町田
- 9月16日　川口
- 9月17日　調布
- 9月18日　相模大野
- 9月20日　多賀城、
- 9月21、22日　仙台
- 9月24日　函館
- 9月26日　帯広
- 9月28、29日　札幌
- 9月30日　旭川

形式名は「宝塚ロマン」。
大浦みずきとひびき美都の退団がすでに発表されており、最後の全国ツアーとなった。
2005年・星組（フェルゼンとマリー・アントワネット編）
9月24日 - 10月21日　全国ツアー
11月11日（金） - 11月13日（日）　慶熙（きょんひ）大学「平和の殿堂」（大韓民国ソウル特別市東大門区回基洞1番地）
日韓国交正常化40周年記念「日韓友情年2005 宝塚歌劇韓国公演」
併演はショー『ソウル・オブ・シバ!!』。
全国ツアーの公演場所
- 9月24日・25日　梅田芸術劇場
- 9月27日　長野県松本文化会館
- 9月28日　長野県県民文化会館
- 9月30日　さいたま市文化センター
- 10月1日・2日　市川市文化会館（千葉県）
- 10月4日　伊勢崎市文化会館（群馬県）
- 10月6日　宇都宮市文化会館（栃木県）
- 10月8・9日　新潟県民会館
- 10月10日　上越文化会館（新潟県）
- 10月12日　北上・さくらホール（岩手県）
- 10月13日　湯沢文化会館（秋田県）
- 10月15・16日　秋田市文化会館
- 10月18日　ふるさと交流圏民センター（オルテンシア）（青森県五所川原市）
- 10月20・21日　北海道厚生年金会館

2006年・雪組（オスカル編）
7月1日 - 28日　全国ツアー
当時2番手男役の水夏希が主演を務めた。
全国ツアーの公演場所
- 7月1日・2日 梅田芸術劇場・メインホール
- 7月4日 山梨県立県民文化ホール
- 7月5日 アミューたちかわ（立川市民会館）
- 7月7日 さいたま市文化センター
- 7月8日・9日 神奈川県民ホール
- 7月11日 グリーンホール相模大野（神奈川県）
- 7月13日 富士市文化会館（静岡県）
- 7月15日 日進市民会館（愛知県）
- 7月16日 一宮市民会館（愛知県）
- 7月17日 守山市民ホール（滋賀県）
- 7月19日 呉市文化ホール（広島県）
- 7月21日 九州厚生年金会館（北九州市）
- 7月22日・23日 福岡市民会館
- 7月25日 iichiko総合文化センター グランシアタ（大分県）
- 7月27日・28日 鹿児島県文化センター

2014年・雪組（オスカルとアンドレ編）
3月7日 - 26日　全国ツアー
形式名は「宝塚グランドロマン」。2幕30場。
2013年の「フェルゼン編」でオスカル役を演じた2番手男役の早霧せいなが主演を務めた。
| 公演日        | 公演場所                                                        |
| 3月7日（金）  | 梅田芸術劇場・メインホール （大阪府）                           |
| 3月8日（土）  | 梅田芸術劇場・メインホール （大阪府）                           |
| 3月9日（日）  | 梅田芸術劇場・メインホール （大阪府）                           |
| 3月12日（水） | まつもと市民・芸術館（長野県）                                  |
| 3月13日（木） | コラニー文化ホール(山梨県立県民文化ホール)                      |
| 3月15日（土） | 日本特殊陶業市民会館フォレストホール(名古屋市民会館) （愛知県） |
| 3月16日（日） | 日本特殊陶業市民会館フォレストホール(名古屋市民会館) （愛知県） |
| 3月18日（火） | 伊勢市観光文化会館（三重県）                                    |
| 3月19日（水） | 三重県文化会館（三重県）                                        |
| 3月21日（金） | 北九州ソレイユホール(旧・九州厚生年金会館) （福岡県）           |
| 3月22日（土） | 福岡市民会館（福岡県）                                          |
| 3月23日（日） | 福岡市民会館（福岡県）                                          |
| 3月25日（火） | アルカスSASEBO（長崎県）                                        |
| 3月26日（水） | 長崎ブリックホール（長崎県）                                    |
| ------------- | --------------------------------------------------------------- |

2014年・花組（フェルゼンとマリー・アントワネット編）
6月12日 - 6月29日　中日劇場 
形式名は「宝塚グランドロマン」。2幕31場。
明日海りおのトップお披露目公演。
2014年・宙組（フェルゼンとマリー・アントワネット編）
8月29日 - 9月21日　全国ツアー
形式名は「宝塚グランドロマン」。2幕33場。
2番手男役の朝夏まなとが主演を務めた。
| 公演日        | 公演場所                                                        |
| 8月29日（金） | 梅田芸術劇場・メインホール （大阪府）                           |
| 8月30日（土） | 梅田芸術劇場・メインホール （大阪府）                           |
| 8月31日（日） | 梅田芸術劇場・メインホール （大阪府）                           |
| 9月3日（水）  | オーバード・ホール（富山県）                                    |
| 9月5日（金）  | 府中の森芸術劇場（東京都）                                      |
| 9月6日（土）  | 相模女子大学グリーンホール(グリーンホール相模大野) （神奈川県） |
| 9月7日（日）  | 市川市文化会館（千葉県）                                        |
| 9月9日（火）  | 酒田市民会館「希望ホール」 （山形県）                           |
| 9月11日（木） | 秋田市文化会館（秋田県）                                        |
| 9月13日（土） | イズミティ21（宮城県）                                          |
| 9月14日（日） | イズミティ21（宮城県）                                          |
| 9月15日（月） | イズミティ21（宮城県）                                          |
| 9月17日（水） | リンクステーションホール青森(青森市文化会館) （青森県）         |
| 9月18日（木） | 大館市民文化会館（秋田県）                                      |
| 9月20日（土） | ニトリ文化ホール(旧・北海道厚生年金会館) （北海道）             |
| 9月21日（日） | ニトリ文化ホール(旧・北海道厚生年金会館) （北海道）             |
| ------------- | --------------------------------------------------------------- |

2015年・花組（フェルゼンとマリー・アントワネット編）
7月10日 - 7月16日　梅田芸術劇場メインホール
8月8日(土) - 8月16日(日)　国立中正文化中心・台北国家戯劇院
宝塚歌劇団台湾公演の第二弾。
併演はレヴューロマン『宝塚幻想曲』。

## 배역 목록
푸른색이 주연 남역, 핑크색은 주연 여역을 의미한다. 1970년대에는 스타 시스템이 확립되어 있지 않았기 때문에 더블 톱스타 제도가 있다. 불명확한 점은 공백으로 한다.

### 본공연
|                            | 1974년 츠키구미    | 1975년 하나구미             | 1975년 유키구미    | 1976년 호시구미                             | 1976년 츠키구미 |
| 극장                       | 다카라즈카 ・ 도쿄 | 다카라즈카 ・ 도쿄          | 다카라즈카 ・ 도쿄 | 다카라즈카 ・ 도쿄                          | 도쿄            |
| -------------------------- | ------------------ | --------------------------- | ------------------ | ------------------------------------------- | --------------- |
| 오스칼                     | 하루나 유리        | 안나 준                     | 미기와 나츠코      | 하루나 유리 안나 준 미기와 나츠코 준 미츠키 | 하루나 유리     |
| 앙드레                     | 에소 카오루        | 하루나 유리                 | 아사미 레이        | 타지마 쿠미                                 | 세토우치 미야   |
| 앙투아네트                 | 하츠카제 준        | 우에하라 마리               | 타카미야 사치      | 하츠카제 준                                 | 하츠카제 준     |
| 페르젠                     | 다이 타키코        | 마츠 아키라                 | 미사토 케이        | 오토리 란                                   | 오토리 란       |
| 제로델                     | 카노 야치호        | 신조 마유미                 | 츠네 하나요        | 미요 마사루                                 | 아리아케 준     |
| 알랭                       | 미사토 케이        | 시오미 리카                 | 치시로 케이        | 마키하라 나오키                             | 에나츠 준       |
| 베르나르                   | 후지시로 준        | 아사즈키 마리오 리츠 토모미 | 上條あきら         | 浦路夏子                                    | 藤城潤          |
| 로잘리                     | 코마츠 미호        | 有花みゆ紀                  | 麗美花 邦月美岐    | 衣通月子                                    | 北原千琴        |
| ディアンヌ                 | 麗美花             | -                           | -                  | -                                           | -               |
| ジャンヌ                   | -                  | 千草美景                    | 城月美穂           | 四季乃花恵 奈緒ひろき                       | 小松美保        |
| マリア・テレジア           | 瑠璃豊美           | -                           | -                  | -                                           | -               |
| ヨーゼフ2世                | -                  | -                           | -                  | 安里梢                                      | 小柳日鶴        |
| メルシー伯爵               | 美山しぐれ         | -                           | -                  | 大路三千緒 美吉左久子                       | 大路三千緒      |
| ソフィア                   | 千草美景           | -                           | -                  | 奈緒ひろき 月城千晴                         | 舞小雪          |
| ジャルジェ将軍             | 沖ゆき子           | 沖ゆき子                    | 沖ゆき子 丘千明    | -                                           | -               |
| ジャルジェ夫人             | -                  | 瑠璃豊美                    | 瑠璃豊美 城火呂絵  | -                                           | -               |
| オルタンス                 | -                  | 八汐みちる                  | 邦月美岐 麗美花    | -                                           | -               |
| マロン・グラッセ           | -                  | 藤園さとみ                  | 葉山三千子         | 県英巳                                      | 八雲あけみ      |
| ルイ16世                   | 岬ありさ           | -                           | -                  | 椿友里                                      | 椿友里          |
| プロバンス伯爵             | -                  | -                           | -                  | 洋ゆり                                      | 条はるき        |
| ポリニャック夫人           | 御幸沙智子         | 神代錦                      | 三鷹恵子           | -                                           | -               |
| シャルロット               | 英里絵             | 三井魔乎                    | 瑞穂まり 茜真弓    | -                                           | -               |
| ブイエ将軍                 | -                  | 歌川波瑠美                  | 曾我桂子           | 碧美沙                                      | 星原美沙緒      |
| アントワネット（少女時代） | 北原千琴           | -                           | -                  | -                                           | -               |
| 王太子                     | 花尾まき           | -                           | -                  | 桐生のぼる                                  | 大地真央        |
| 王女                       | 純川暁美           | -                           | -                  | 紫城いずみ                                  | 潮はるか        |
| 小公子                     | 常花代             | 寿ひづる                    | 山城はるか         | 峰さを理                                    | 大地真央        |
| 小公女                     | 北原千琴           | -                           | -                  | -                                           | -               |
| 脚本・演出（スタッフ）     | 植田紳爾           | 植田紳爾                    | 植田紳爾           | 植田紳爾                                    | 植田紳爾        |

|                            | 1989年雪組                   | 1989年星組                                   | 1990年花組                          | 1991年月組                          |
| 劇場                       | 宝・東                       | 宝・東                                       | 宝・東                              | 宝・東                              |
| -------------------------- | ---------------------------- | -------------------------------------------- | ----------------------------------- | ----------------------------------- |
| オスカル                   | 一路真輝                     | 涼風真世 一路真輝 大輝ゆう 安寿ミラ 紫苑ゆう | 涼風真世 紫苑ゆう 真矢みき 安寿ミラ | 涼風真世                            |
| アンドレ                   | 杜けあき                     | 麻路さき                                     | 朝香じゅん                          | 杜けあき 日向薫 天海祐希 大浦みずき |
| アントワネット             | 仁科有理                     | 毬藻えり                                     | ひびき美都                          | -                                   |
| フェルゼン                 | 朝香じゅん 紫苑ゆう 麻路さき | 日向薫                                       | 大浦みずき                          | -                                   |
| ジェローデル               | 海峡ひろき                   | 北斗ひかる 真矢みき 千珠晄                   | 三矢直生                            | 天海祐希 愛川麻希                   |
| アラン                     | 轟悠                         | 卯月佳                                       | 友麻夏希                            | 久世星佳                            |
| ベルナール                 | 古代みず希                   | 一樹千尋                                     | 舵一星                              | 若央りさ                            |
| ロザリー                   | 鮎ゆうき                     | 綾瀬るり 洲悠花                              | 峰丘奈知                            | 朝凪鈴                              |
| ディアンヌ                 | -                            | -                                            | -                                   | 麻乃佳世                            |
| ジャンヌ                   | 小乙女幸                     | 花愛望都                                     | 梢真奈美                            | -                                   |
| マリア・テレジア           | -                            | 恵さかえ                                     | -                                   | -                                   |
| ヨーゼフ2世                | -                            | 天地ひかり                                   | 安寿ミラ 真矢みき                   | -                                   |
| メルシー伯爵               | -                            | 深山しのぶ                                   | 麻月鞠緒                            | -                                   |
| グスタフ3世                | -                            | -                                            | 星原美沙緒                          | -                                   |
| ソフィア                   | -                            | 羽衣蘭                                       | -                                   | -                                   |
| ジャルジェ将軍             | 星原美沙緒                   | 萬あきら                                     | -                                   | 星原美沙緒                          |
| ジャルジェ夫人             | 木花咲耶                     | -                                            | -                                   | 矢代鴻                              |
| オルタンス                 | 桂あさひ                     | -                                            | -                                   | 紫とも                              |
| マロン・グラッセ           | 葉山三千子                   | 葉山三千子 鞠村奈緒                          | -                                   | 京三紗                              |
| ルイ16世                   | -                            | 千秋慎                                       | 宝純子                              | 汝鳥伶                              |
| プロヴァンス伯爵           | 箙かおる                     | 泉つかさ 卯月佳                              | 磯野千尋                            | -                                   |
| オルレアン公爵             | 沙羅けい                     | -                                            | -                                   | -                                   |
| ポリニャック夫人           | 北斗ひかる                   | -                                            | -                                   | -                                   |
| シャルロット               | 早原みゆ紀                   | -                                            | -                                   | -                                   |
| ブイエ将軍                 | 泉つかさ                     | 吹雪仁美                                     | 涼美緒                              | 萬あきら                            |
| シモーヌ                   |                              |                                              |                                     | 木花咲耶                            |
| モンゼット公爵             |                              | 岸香織                                       |                                     |                                     |
| モンゼット公爵夫人         |                              | 岸香織                                       | 月丘千景                            |                                     |
| シッシーナ公爵夫人         |                              | 城火呂絵                                     | 北小路みほ                          |                                     |
| ランバール公爵夫人         | 矢代鴻                       |                                              |                                     |                                     |
| ダグー大佐                 |                              |                                              |                                     | 真山葉瑠                            |
| メルキオール               |                              |                                              |                                     | 波音みちる                          |
| フランソワ・アルマン       |                              |                                              |                                     | いつき吟夏 汐風幸                   |
| イザベル                   |                              |                                              |                                     | 羽根知里                            |
| オスカル（子供時代）       | -                            | -                                            | -                                   | 花丘美幸                            |
| アンドレ（子供時代）       | -                            | -                                            | -                                   | 高千穂舞                            |
| アントワネット（少女時代） | -                            | 青山雪菜                                     | -                                   | -                                   |
| 王太子                     | -                            | 萩尾仁美                                     | 汐風幸                              | -                                   |
| 王女                       | -                            | しのぶ紫                                     | 森奈みはる                          | -                                   |
| 小公子                     | 有未れお 北山里奈 和央ようか | 大輝ゆう 絵麻緒ゆう                          | 夏城令                              | いつき吟夏 汐風幸                   |
| 小公女                     | 鮎ゆうき                     | 青山雪菜                                     | 路あかり 白城あやか                 | 朝吹南 時由布花                     |
| 脚本・演出（スタッフ）     | 植田紳爾                     | 植田紳爾                                     | 植田紳爾                            | 植田紳爾                            |

|                            | 2001年星組                     | 2001年宙組    | 2006年星組                                   | 2006年星組          | 2006年雪組                                       | 2006年雪組                       |
| 劇場                       | 宝・東                         | 宝・東        | 宝塚                                         | 東京                | 宝塚                                             | 東京                             |
| -------------------------- | ------------------------------ | ------------- | -------------------------------------------- | ------------------- | ------------------------------------------------ | -------------------------------- |
| オスカル                   | 稔幸                           | 彩輝直 水夏希 | 大空祐飛 霧矢大夢 朝海ひかる 貴城けい 水夏希 | 安蘭けい            | 朝海ひかる                                       | 朝海ひかる                       |
| アンドレ                   | 香寿たつき 湖月わたる 樹里咲穂 | 彩輝直 水夏希 | 安蘭けい                                     | 立樹遥 柚希礼音     | 湖月わたる 春野寿美礼 瀬奈じゅん 貴城けい 水夏希 | 安蘭けい 貴城けい 水夏希         |
| アントワネット             | 星奈優里                       | 花總まり      | 白羽ゆり                                     | 白羽ゆり            | -                                                | -                                |
| フェルゼン                 | 安蘭けい                       | 和央ようか    | 湖月わたる                                   | 湖月わたる          | -                                                | -                                |
| ジェローデル               | 夢輝のあ                       | 寿つかさ      | 涼紫央                                       | 涼紫央              | 貴城けい 壮一帆                                  | 貴城けい 壮一帆                  |
| アラン                     | 真飛聖                         | -             | 柚希礼音                                     | 綺華れい            | 水夏希 音月桂                                    | 水夏希 音月桂                    |
| ベルナール                 | 久城彬                         | 朝宮真由      | 立樹遥                                       | 立樹遥 柚希礼音     | 未来優                                           | 未来優                           |
| ロザリー                   | 秋園美緒                       | 陵あきの      | 陽月華                                       | 陽月華              | 舞風りら                                         | 舞風りら                         |
| ディアンヌ                 | -                              | -             | -                                            | -                   | 山科愛                                           | 山科愛                           |
| マリア・テレジア           | -                              | 城火呂花      | 邦なつき                                     | 邦なつき            |                                                  |                                  |
| ヨーゼフ2世                | -                              | 祐輝薫        |                                              |                     |                                                  |                                  |
| メルシー伯爵               | -                              | 未沙のえる    | 未沙のえる                                   | 未沙のえる          |                                                  |                                  |
| グスタフ3世                | -                              | 箙かおる      |                                              |                     |                                                  |                                  |
| ソフィア                   | -                              | 南城ひかり    |                                              |                     |                                                  |                                  |
| ジャルジェ将軍             | 汝鳥伶 星原美沙緒 未沙のえる   | -             | にしき愛                                     | にしき愛            | 星原美沙緒                                       | 星原美沙緒                       |
| ジャルジェ夫人             | 高ひづる                       | -             |                                              |                     | 矢代鴻                                           | 矢代鴻                           |
| オルタンス                 | 朋舞花                         | -             |                                              |                     | 愛耀子                                           | 愛耀子                           |
| マロン・グラッセ           | 一原けい                       | 星里未子      |                                              |                     | 灯奈美                                           | 灯奈美                           |
| ルイ16世                   | 一樹千尋                       | 大峯麻友      | 英真なおき                                   | 英真なおき          |                                                  |                                  |
| プロバンス伯爵             | 英真なおき                     | 真中ひかる    | 紫蘭ますみ                                   | 紫蘭ますみ          |                                                  |                                  |
| オルレアン公爵             | 大洋あゆ夢                     | -             |                                              |                     |                                                  |                                  |
| ブイエ将軍                 | にしき愛                       | 越はるき      | 汝鳥伶                                       | 汝鳥伶              | 一樹千尋                                         | 一樹千尋                         |
| オスカル(子供時代)         | 映美くらら 華美ゆうか          | -             | -                                            | -                   | 早花まこ                                         | 早花まこ                         |
| アンドレ(子供時代)         | 陽月華                         | -             | -                                            | -                   | 愛原実花                                         | 愛原実花                         |
| アントワネット（少女時代） | -                              | 麻生あくら    | 成花まりん                                   | 成花まりん          |                                                  |                                  |
| 王太子                     | -                              | 初嶺麿代      |                                              |                     |                                                  |                                  |
| 王女                       | -                              | 美羽あさひ    |                                              |                     |                                                  |                                  |
| 小公子                     | 朝澄けい                       | 久遠麻耶      | 麻尋しゅん                                   | 麻尋しゅん          | 沙央くらま 大湖せしる 蓮城まこと                 | 沙央くらま 大湖せしる 蓮城まこと |
| 小公女                     | 映美くらら 南海まり 陽月華     | 遠野あすか    | 妃咲せあら 蒼乃夕妃                          | 妃咲せあら 蒼乃夕妃 | -                                                | -                                |
| 脚本・演出（スタッフ）     | 植田紳爾                       | 植田紳爾      | 植田紳爾                                     | 植田紳爾            | 植田紳爾                                         | 植田紳爾                         |
| 演出（スタッフ）           | 谷正純                         | 谷正純        | 谷正純                                       | 谷正純              | 谷正純                                           | 谷正純                           |

|                        | 2013年月組                        | 2013年雪組               | 2014年宙組            |
| 劇場                   | 宝・東                            | 宝・東                   | 宝・東                |
| ---------------------- | --------------------------------- | ------------------------ | --------------------- |
| オスカル               | 龍真咲 明日海りお                 | 早霧せいな 凰稀かなめ    | 凰稀かなめ            |
| アンドレ               | 龍真咲 明日海りお 蘭寿とむ 壮一帆 | 未涼亜希 柚希礼音 龍真咲 | 朝夏まなと 緒月遠麻   |
| アントワネット         | -                                 | 愛加あゆ                 | -                     |
| フェルゼン             | 紫門ゆりや                        | 壮一帆                   | -                     |
| ジェローデル           | 珠城りょう 美弥るりか             | 夢乃聖夏                 | 七海ひろき 朝夏まなと |
| アラン                 | 星条海斗                          | 彩風咲奈 彩凪翔          | 緒月遠麻 七海ひろき   |
| ベルナール             | 美弥るりか 明日海りお             | 彩凪翔 早霧せいな        | 蓮水ゆうや            |
| ロザリー               | 愛希れいか                        | 早花まこ                 | 実咲凜音              |
| オスカル(子供時代)     | 咲妃みゆ                          | -                        | 星吹彩翔              |
| アンドレ(子供時代)     | 海乃美月                          | -                        |                       |
| 小公子                 | -                                 | -                        | 和希そら              |
| 小公女                 | -                                 | -                        | 真みや涼子 瀬戸花まり |
| 脚本・演出（スタッフ） | 植田紳爾                          | 植田紳爾                 | 植田紳爾              |
| 演出（スタッフ）       | 鈴木圭                            | 鈴木圭                   | 谷正純                |

### 신인공연
※1976년 츠키구미는 역할교환 공연이다
|                            | 1974년 츠키   | 1975년 하나                   | 1975년 유키             | 1976년 호시   | 1976년 츠키     |
| 극장                       | 대극장・도쿄  | 대극장・도쿄                  | 대극장・도쿄            | 대극장・도쿄  | 도쿄            |
| -------------------------- | ------------- | ----------------------------- | ----------------------- | ------------- | --------------- |
| 오스칼                     | 츠네 하루요   | 유우키 카나에 코토부키 히즈루 | 야마시로 하루카         | 키류 노보루   | 하루나 유리     |
| 앙드레                     | 다이고 카츠라 | 시오미 리카                   | 마키 사야카             | 카모즈루 미키 | 세노우치 미야   |
| 앙투아네트                 | 키즈키 미호   | 시마 유리                     | 미즈호 마리 키즈키 미호 | 시키노 하나에 | 키타하라 치코토 |
| 페르젠                     | 미사토 케이   | 신죠 마유미                   | 오오우라 미즈키         | 미네 사오리   | 다이치 마오     |
| 제로델                     | 아리아케 준   | 코토부키 히즈루 나카 이오리   | 코죠 치아키             | 이치키 치히로 | 아리아케 준     |
| 아란                       | 후지시로 준   | 타카라 준코 오우 와타루       | -                       | 카츠미 히로시 | 에나츠 준       |
| 베르나르                   | 미즈노 료     | 이치죠 히카루                 | 카츠 마사루             | 유키 레이나   | 후지시로 준     |
| 로잘리                     | 노노 히카리   | 미키 히로미                   | 아카네 마유미           | 시키 이즈미   | 노노 히카리     |
| ディアンヌ                 | 英理絵        | -                             | -                       | -             | -               |
| ジャンヌ                   | -             | 美野真奈 星すばる             | 麻路まりこ 五條愛川     | 藤京子        | 小松美保        |
| マリア・テレジア           | 久美かおる    | -                             | -                       | -             | -               |
| ヨーゼフ2世                | -             | -                             | -                       | 真船ゆたか    | 小柳日鶴        |
| メルシー伯爵               | 汝鳥伶        | -                             | -                       | 葉月しげる    | 大路三千緒      |
| ソフィア                   | 潮はるか      | -                             | -                       | 夢まどか      | 舞小雪          |
| ジャルジェ将軍             | 礼美良        | 帯刀ジョゼ                    | 沙羅けい                | -             | -               |
| ジャルジェ夫人             | -             | 星すばる 星美あきら           | 藍園ゆか                | -             | -               |
| オルタンス                 | -             | 麻里光                        | 久美まり                | -             | -               |
| マロン・グラッセ           | -             | 里美あきら 桂美紀             | 亜蘭美香                | -             | 八雲あけみ      |
| ルイ16世                   | ,美穂真咲     | -                             | -                       | 県英巳        | 美穂真咲        |
| プロバンス伯爵             | -             | -                             | -                       | 寿美夏子      | 条はるき        |
| ポリニャック夫人           | 紫賀みどり    | 風見圭 立ともみ               | 昇路みちる              | -             | -               |
| シャルロット               | 純川暁美      | 美和ちぐさ                    | 牧奈えりか              | -             | -               |
| ブイエ将軍                 | -             | 紫乃右行                      | 波切洋                  | 越富士子      | 星原美沙緒      |
| アントワネット（少女時代） | 花尾まき      | -                             | -                       | -             | -               |
| 王太子                     | 未沙のえる    | -                             | -                       | 真もえる      | 芹まちか        |
| 王女                       | 水奈ゆきほ    | -                             | -                       | 白雪愛        | 潮はるか        |
| 脚本・演出（スタッフ）     | 植田紳爾      | 植田紳爾                      | 植田紳爾                | 植田紳爾      | 植田紳爾        |

|                            | 1989年雪組        | 1989年星組          | 1990年花組 | 1991年月組      |
| 劇場                       | 宝・東            | 宝・東              | 宝・東     | 宝・東          |
| -------------------------- | ----------------- | ------------------- | ---------- | --------------- |
| オスカル                   | 和央ようか        | 絵麻緒ゆう 大輝ゆう | 汐風幸     | 真織由季 汐風幸 |
| アンドレ                   | 轟悠              | 卯月佳              | 真琴つばさ | 大海ひろ 彩輝直 |
| アントワネット             | 桂あさひ          | 青山雪菜            | 香坂千晶   | -               |
| フェルゼン                 | 海峡ひろき        | 麻路さき            | 香寿たつき | -               |
| ジェローデル               | 美樹さやか        | 天地ひかり 英りお   | 夏城令     | 一紗まひろ      |
| アラン                     | -                 | 雅景                | 紫吹淳     | 嘉月絵理        |
| ベルナール                 | 北山里奈          | 千秋慎 稔幸         | 橘沙恵     | 水月静          |
| ロザリー                   | 朝霧舞            | 羽衣蘭 麻丘奈里     | 詩乃優花   | 朝吹南          |
| ディアンヌ                 | -                 | -                   | -          | 風花舞          |
| ジャンヌ                   | 夏生かおり        | 麗美花 出雲綾       | 夏目佳奈   | -               |
| マリア・テレジア           | -                 | 出雲綾 万里柚美     | -          | -               |
| ヨーゼフ2世                | -                 | 光樹すばる          | -          | -               |
| メルシー伯爵               | -                 | 松風良              | 大舞夏織   | -               |
| グスタフ3世                | -                 | -                   | 愛華みれ   | -               |
| ソフィア                   | -                 | 萩尾仁美 乙原愛     | 華陽子     | -               |
| ジャルジェ将軍             | 薫れいな          | 千秋慎              | -          | 越はるき 登羽歩 |
| ジャルジェ夫人             | 白鷺まどか        | -                   | -          | 夏河ゆら        |
| オルタンス                 | 朝奈亜弓          | -                   | -          | 時由布花        |
| マロン・グラッセ           | 筑紫野あや 地矢晃 | 九重遥              | -          | 暁なぎさ        |
| ルイ16世                   | -                 | 真中ひかる          | 宝樹芽里   | 真山葉瑠        |
| プロバンス伯爵             | 葛城七穂          | 滝はるか            | 匠ひびき   | -               |
| オルレアン公爵             | 矢吹翔            | -                   | -          | -               |
| ポリニャック夫人           | 高城叶            | -                   | -          | -               |
| シャルロット               | 灯奈美            | -                   | -          | -               |
| ブイエ将軍                 | はやせ翔馬        | 紫城輝              | 姿月あさと | 鷹悠貴          |
| 二コラ                     |                   | 絵麻緒ゆう          |            |                 |
| セルギー                   |                   | 神田智              |            |                 |
| オスカル（子供時代）       | -                 | -                   | -          | 瑠菜まり        |
| アンドレ（子供時代）       | -                 | -                   | -          | 彩輝直 日比谷恵 |
| アントワネット（少女時代） | -                 | しのぶ紫            | -          | -               |
| 王太子                     | -                 | 一絵梨花            | 二葉かれん | -               |
| 王女                       | -                 | 飛鳥井まり          | 麻希ゆい   | -               |
| 小公子                     |                   | 絵麻緒ゆう          |            |                 |
| 小公女                     |                   | しのぶ紫            |            |                 |
| バラの歌手（S13）          | 詩笛立季          |                     |            |                 |
| バラの男S                  | 美樹さやか        |                     |            |                 |
| ばらのタンゴの男S          |                   | 大輝ゆう            |            |                 |
| バラの歌手（S15）          | 海峡ひろき        |                     |            |                 |
| ばらの歌手                 |                   | 神田智              |            |                 |
| バラの女S                  | 桂あさひ          |                     |            |                 |
| ばらの女S                  |                   | 青山雪菜            |            |                 |
| ボレロの男                 | 轟悠              | 麻路さき            |            |                 |
| ボレロの女                 | 鮎ゆうき          | 絵麻緒ゆう          |            |                 |
| 脚本・演出（スタッフ）     | 植田紳爾          | 植田紳爾            | 植田紳爾   | 植田紳爾        |

|                        | 2001年星組            | 2001年宙組 | 2006年星組 | 2006年雪組 |
| 劇場                   | 宝・東                | 宝・東     | 宝・東     | 宝・東     |
| ---------------------- | --------------------- | ---------- | ---------- | ---------- |
| オスカル               | 真飛聖                | 華宮あいり | 麻尋しゅん | 沙央くらま |
| アンドレ               | 柚希礼音              | 速水リキ   | 夢乃聖夏   | 凰稀かなめ |
| アントワネット         | 琴まりえ              | 美羽あさひ | 陽月華     | -          |
| フェルゼン             | 椿火呂花              | 月船さらら | 柚希礼音   | -          |
| ジェローデル           | 涼紫央                | 悠未ひろ   | 水輝涼     | 谷みずせ   |
| アラン                 | 大真みらん            | -          | 美弥るりか | 緒月遠麻   |
| ベルナール             | 嶺恵斗                | 夢大輝     | 天緒圭花   | 宙輝れいか |
| ロザリー               | 映美くらら 華美ゆうか | 遠野あすか | 南海まり   | 晴華みどり |
| ディアンヌ             | -                     | -          | -          | 大月さゆ   |
| マリア・テレジア       | -                     | -          | 華美ゆうか |            |
| ヨーゼフ2世            | -                     | 月丘七央   |            |            |
| メルシー伯爵           | -                     | 苑みかげ   | 七風宇海   |            |
| ジャルジェ将軍         | 雪路歌帆              | -          | 一輝慎     | 真波そら   |
| ジャルジェ夫人         | 夢咲みのり            | -          |            | 涼花リサ   |
| オルタンス             | 星風エレナ            | -          |            | 鞠輝とわ   |
| マロン・グラッセ       | 彩愛ひかる            | 朝菜いるみ |            | 麻倉ももこ |
| ルイ16世               | 水城レナ              | 夏大海     | 天霧真世   |            |
| プロバンス伯爵         | 祐穂さとる            | 貴羽右京   | 鶴美舞夕   |            |
| オルレアン公爵         | 青空弥ひろ            | -          |            |            |
| ブイエ将軍             | 真汐薪                | 天羽珠紀   | 彩海早矢   | 白帆凜     |
| 王太子                 | -                     | 草凪萌     |            |            |
| 王女                   | -                     | 綾花ちか   |            |            |
| 脚本・演出（スタッフ） | 植田紳爾              | 植田紳爾   | 植田紳爾   | 植田紳爾   |
| 演出（スタッフ）       | 谷正純                | 谷正純     | 谷正純     | 谷正純     |

|                        | 2013年月組 | 2013年雪組 | 2014年宙組 |
| 劇場                   | 宝・東     | 宝・東     | 宝・東     |
| ---------------------- | ---------- | ---------- | ---------- |
| オスカル               | 煌月爽矢   | 煌羽レオ   | 和希そら   |
| アンドレ               | 鳳月杏     | 帆風成海   | 実羚淳     |
| アントワネット         | -          | 夢華あみ   | -          |
| フェルゼン             | 星那由貴   | 彩風咲奈   | -          |
| ジェローデル           | 天翔りいら | 久城あす   | 桜木みなと |
| アラン                 | 珠城りょう | 永久輝せあ | 留依蒔世   |
| ベルナール             | 輝月ゆうま | 月城かなと | 瑠風輝     |
| ロザリー               | 海乃美月   | 星乃あんり | 伶美うらら |
| ディアンヌ             |            |            |            |
| 脚本・演出（スタッフ） | 植田紳爾   | 植田紳爾   | 植田紳爾   |
| 演出（スタッフ）       | 鈴木圭     | 鈴木圭     | 谷正純     |

### その他の劇場での公演
|                        | 1976年花組 | 1977年花組 | 1978年雪組 | 1979年花組 | 1980年雪組 |
| 公演                   | 地方公演   | 地方公演   | 地方公演   | 地方公演   | 地方公演   |
| ---------------------- | ---------- | ---------- | ---------- | ---------- | ---------- |
| オスカル               | 安奈淳     | 安奈淳     | 汀夏子     | 松あきら   | 汀夏子     |
| アンドレ               | 榛名由梨   | 松あきら   | 麻実れい   | みさとけい | 麻実れい   |
| アントワネット         | 上原まり   | 上原まり   | 城月美穂   | 邦月美岐   | 城月美穂   |
| フェルゼン             | 松あきら   | みさとけい | 常花代     | 汐見里佳   | 常花代     |
| ジェローデル           | 新城まゆみ | 新城まゆみ | 尚すみれ   | 央いおり   | 尚すみれ   |
| アラン                 | 汐見里佳   | 汐見里佳   |            |            |            |
| ベルナール             | 立ともみ   | 室町あかね |            |            | 真咲佳子   |
| ロザリー               | 美樹ひろみ |            |            |            | 花鳥いつき |
| ジャンヌ               | 八汐みちる |            |            |            | 昇路みちる |
| 脚本・演出（スタッフ） | 植田紳爾   | 植田紳爾   | 植田紳爾   | 植田紳爾   | 植田紳爾   |

|                        | 1991年雪組 | 1991年花組 | 2005年星組 | 2006年雪組 |
| 公演                   | 地方公演   | 地方公演   | 全国ツアー | 全国ツアー |
| ---------------------- | ---------- | ---------- | ---------- | ---------- |
| オスカル               | 杜けあき   | 真矢みき   | 涼紫央     | 水夏希     |
| アンドレ               | 海峡ひろき | 愛華みれ   | 立樹遥     | 壮一帆     |
| アントワネット         | 鮎ゆうき   | ひびき美都 | 白羽ゆり   | -          |
| フェルゼン             | 高嶺ふぶき | 大浦みずき | 湖月わたる | -          |
| ジェローデル           | 轟悠       | 宝樹芽里   | 麻尋しゅん | 沙央くらま |
| アラン                 | 風見玲央   | -          | -          | 緒月遠麻   |
| ベルナール             | 和光一     | 舵一星     | 綺華れい   | 悠なお輝   |
| ロザリー               | 朝霧舞     | 峰丘奈知   | 琴まりえ   | 舞風りら   |
| ジャンヌ               | 小乙女幸   |            |            |            |
| メルシー伯爵           |            | 麻月鞠緒   | 未沙のえる |            |
| グスタフ3世            |            | 未沙のえる | 英真なおき |            |
| ソフィア               |            | 香坂千晶   |            |            |
| ジャルジェ将軍         | 飛鳥裕     |            |            |            |
| ルイ16世               |            | 星原美沙緒 | 大真みらん |            |
| プロバンス伯爵         |            | 磯野千尋   | 紫蘭ますみ |            |
| ポリニャック伯爵夫人   | 真咲佳子   |            |            |            |
| シャルロット           | 早原みゆ紀 |            |            |            |
| シッシーナ夫人         |            | 北小路みほ | しのぶ紫   |            |
| 脚本・演出（スタッフ） | 植田紳爾   | 植田紳爾   | 植田紳爾   | 植田紳爾   |
| 演出（スタッフ）       | -          | -          | 谷正純     | 谷正純     |

|                        | 2014年雪組 | 2014年花組 | 2014年宙組 | 2015年花組 |
| 公演                   | 全国ツアー | 中日劇場   | 全国ツアー | 梅田・台湾 |
| ---------------------- | ---------- | ---------- | ---------- | ---------- |
| オスカル               | 早霧せいな | 芹香斗亜   | 七海ひろき | 柚香光     |
| アンドレ               | 夢乃聖夏   | 望海風斗   | 蒼羽りく   | 芹香斗亜   |
| アントワネット         | -          | 蘭乃はな   | 実咲凜音   | 花乃まりあ |
| フェルゼン             | 蓮城まこと | 明日海りお | 朝夏まなと | 明日海りお |
| ジェローデル           | 鳳翔大     | 鳳真由     | 澄輝さやと | 鳳真由     |
| アラン                 | 彩凪翔     | 真輝いづみ | 実羚淳     | 真輝いづみ |
| ベルナール             | 彩風咲奈   | 大河凜     | 星吹彩翔   | 瀬戸かずや |
| ロザリー               | 咲妃みゆ   | 花乃まりあ | 瀬音リサ   | 城妃美伶   |
| ジャンヌ               |            |            |            |            |
| 脚本・演出（スタッフ） | 植田紳爾   | 植田紳爾   | 植田紳爾   | 植田紳爾   |
| 演出（スタッフ）       | 谷正純     | 谷正純     | 谷正純     | 谷正純     |